# Eleição presidencial nos Estados Unidos em 2020
A eleição presidencial nos Estados Unidos em 2020 foi realizada em 3 de novembro, uma terça-feira. Foi a 59.ª eleição presidencial do país. O ex-vice-presidente democrata Joe Biden derrotou o presidente republicano Donald Trump. A senadora Kamala Harris se tornou a primeira mulher a ser eleita vice-presidente. Foi a primeira vez desde a eleição de 1992 que um presidente não foi reeleito, com Biden ganhando a maior fatia de voto popular para um opositor a um presidente incumbente desde 1932. A eleição registrou a maior participação popular desde 1900, sendo que a chapa Biden-Harris atingiu a maior quantidade de votos na história do país, superando os 81 milhões; Trump, com 74 milhões, se tornou o segundo presidenciável mais votado da história.
Eleito na última eleição, Trump candidatou-se à reeleição e em março de 2020 atingiu a quantidade de delegados necessária para ser nomeado o candidato republicano para a presidência. Na oposição democrata, as primárias contaram com dezenas de candidatos relevantes e, em abril de 2020, Biden se converteu no presumível candidato do partido com a desistência do senador Bernie Sanders. Biden então escolheu Harris como sua vice, tornando-a a primeira mulher negra a concorrer ao cargo por um grande partido. Outras agremiações menores, como o Libertário e o Verde, também escolheram seus candidatos presidenciais.
A disputa presidencial ocorreu simultaneamente com as eleições para todos os assentos da Câmara dos Representantes e parte dos do Senado, além de vários cargos a níveis estadual e local. Os temas da campanha eleitoral incluíram o impacto da pandemia de COVID-19, que deixou mais de duzentos mil mortos no país no momento da votação, a morte da juíza associada Ruth Bader Ginsburg e a indicação de Amy Coney Barrett para a Suprema Corte, o sistema de saúde, as mudanças climáticas e os protestos antirracistas, assim como a interferência estrangeira, assuntos relacionados ao voto antecipado e o reconhecimento dos resultados. Biden e Trump foram os candidatos presidenciais mais idosos já designados pelos maiores partidos.
A eleição registrou um número histórico de votos antecipados em decorrência da pandemia, fazendo com que a apuração fosse mais lenta em alguns estados. A vitória de Biden foi projetada em 7 de novembro, mas Trump recusou-se a aceitar sua derrota, proferindo reiteradas alegações infundadas sobre fraudes, ingressando com diversas ações judiciais e buscando outros meios para reverter os resultados nos estados. Nenhum desses esforços foi exitoso. Em meados de dezembro, o Colégio Eleitoral formalizou a vitória da chapa Biden-Harris, com 306 votos, contra 232 para Trump e seu vice, Mike Pence. Em 6 de janeiro de 2021, em meio a tumultos, o Congresso dos Estados Unidos, numa sessão simbólica, contou os votos do colegiado e ratificou oficialmente a vitória de Biden.

## Processo eleitoral
O Artigo II da Constituição dos Estados Unidos estabelece os critérios de elegibilidade para o cargo de presidente, exigindo que este deve ser um cidadão nato, ter ao menos 35 anos de idade e ser residente nos EUA por ao menos catorze anos. Embora candidaturas independentes sejam permitidas, todos os presidentes desde George Washington pertenciam a um partido político, que utilizam métodos próprios para escolher seus candidatos. Os principais partidos, Democrata e Republicano, realizavam eleições primárias nos estados e territórios em que os eleitores votavam em uma lista de delegados comprometidos a apoiar um determinado candidato na convenção partidária. O candidato a presidente normalmente escolhe um vice-presidente para compor a chapa, com a decisão sendo posteriormente ratificada pelos delegados.
A eleição geral em novembro também era indireta. Os candidatos vencedores em cada estado e no Distrito de Colúmbia ganhavam o número de votos que estes possuíam no Colégio Eleitoral, onde era necessário reunir 270 votos para vencer a eleição. A quantidade de votos no Colégio Eleitoral era definida pelo número de representantes e senadores eleitos pelos estados. Como cada estado conta com dois senadores e o número de representantes era determinado pela quantidade de habitantes, estados mais populosos possuíam mais votos. Assim, enquanto o candidato vencedor na Califórnia garantia 55 votos no Colégio Eleitoral, o que fosse vitorioso em Wyoming recebia apenas três. Se nenhum candidato reunisse os 270 votos necessários, a Câmara dos Representantes determinaria o presidente dentre os três candidatos que receberam o maior número de votos no Colégio Eleitoral, e o Senado selecionaria o vice-presidente entre os dois candidatos que receberam mais votos.
A Vigésima Segunda Emenda à Constituição estabelece que ninguém pode ser eleito para o cargo de presidente mais do que duas vezes; não há limites de mandato para vice-presidentes. Deste modo, os ex-presidentes Bill Clinton, George W. Bush e Barack Obama eram inelegíveis para disputarem a eleição presidencial de 2020; Jimmy Carter, que cumpriu apenas um mandato, era o único ex-presidente elegível. Ademais, a eleição presidencial de 2020 ocorreu simultaneamente com as eleições legislativas, para a Câmara dos Representantes e o Senado, bem como para governos e legislaturas de alguns estados.

## Contexto

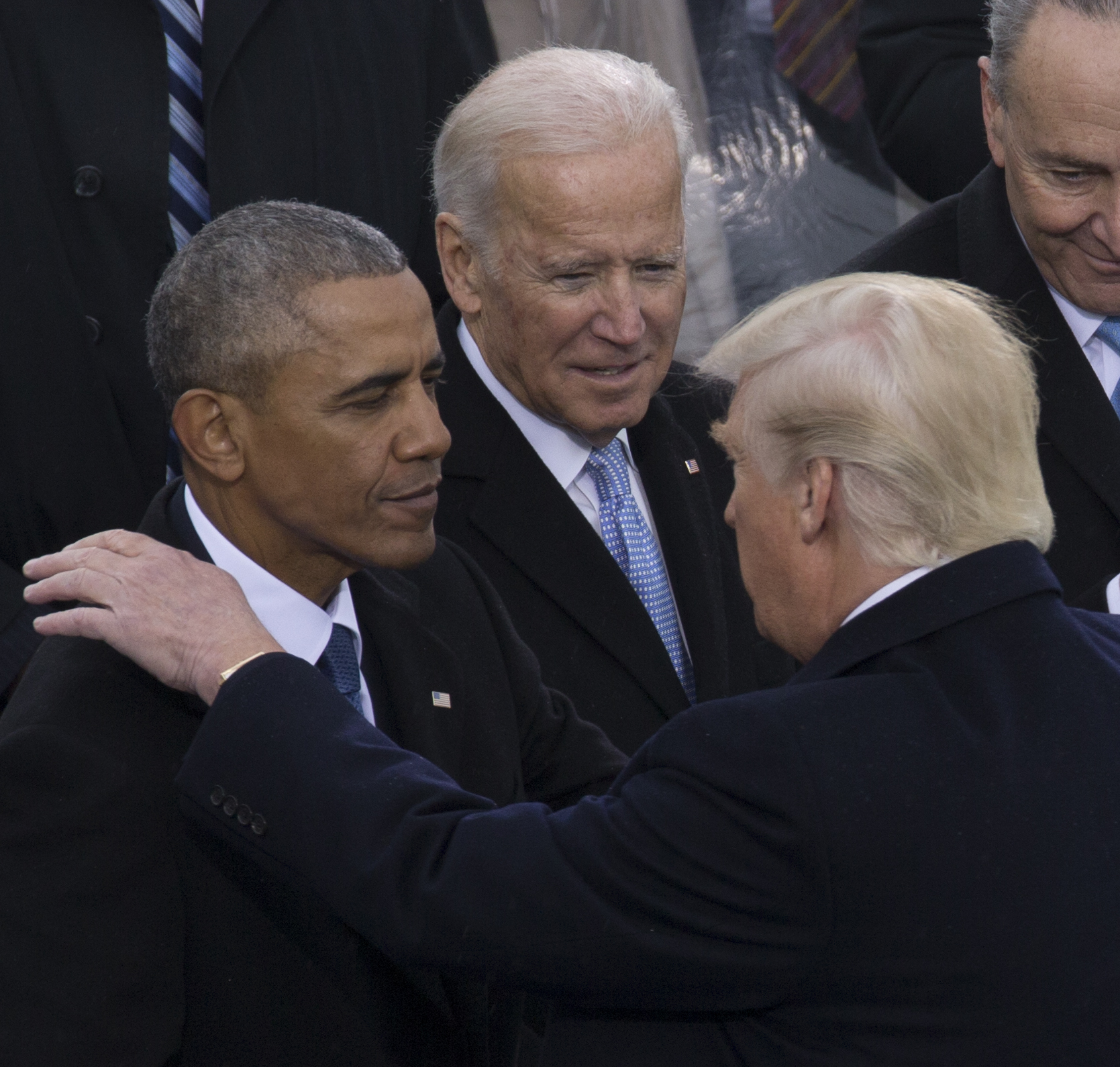
O presidente eleito Donald Trump cumprimentando Barack Obama, ao lado de Joe Biden, em janeiro de 2017

O empresário republicano Donald Trump foi eleito presidente dos Estados Unidos na eleição de 2016 após derrotar a democrata Hillary Clinton, um resultado considerado surpreendente pela maioria dos analistas, imprensa e políticos. Embora tenha recebido 2,8 milhões de votos a menos que Clinton, Trump conseguiu 306 votos no Colégio Eleitoral, ante 232 da rival. O Partido Republicano também manteve o controle do Congresso. Empossado em janeiro de 2017, Trump sancionou um corte de impostos, indicou dois juristas conservadores para a Suprema Corte, retirou os EUA da Parceria Transpacífica e do Acordo de Paris, engajou-se em uma guerra comercial com a China e buscou revogar o Obamacare, assim como diversas políticas de Obama.
De acordo com a Gallup, a popularidade de Trump durante seu mandato variou de 35-49%, com 40% de média. Nas eleições de 2018, os democratas recuperaram a maioria na Câmara pela primeira vez desde 2011. Em 2019, o conselheiro especial Robert Mueller reafirmou a interferência russa nas eleições de 2016 e não isentou Trump de responsabilidade. Em dezembro, o inquérito conduzido pela Câmara concluiu que Trump havia solicitado ajuda da Ucrânia para interferir na eleição presidencial de 2020 de modo a favorecer sua candidatura à reeleição. Em dezembro, a Câmara aprovou dois artigos de impeachment contra o presidente, acusando-o de abuso de poder e obstrução do Congresso. No início de 2020, Trump foi absolvido pelo Senado de ambas as acusações.
Vários eventos relacionados à eleição presidencial de 2020 foram alterados ou adiados por conta da pandemia de COVID-19. Em março de 2020, Trump, Biden e Sanders anunciaram uma pausa nos eventos de campanha presenciais, dando lugar a uma campanha realizada virtualmente pela internet. A Convenção Nacional Democrata foi adiada de julho para agosto, bem como 16 estados postergaram suas primárias. A legislação sancionada para minorar os efeitos da pandemia estabeleceu recursos financeiros aos estados para que ampliassem a votação por correspondência; a campanha de Trump se opôs fortemente à medida, argumentando que esta propicia fraudes, o que foi rejeitado por especialistas. No final de junho, Trump retomou os eventos de campanha presenciais.

## Nomeações

### Partido Republicano

#### Primárias

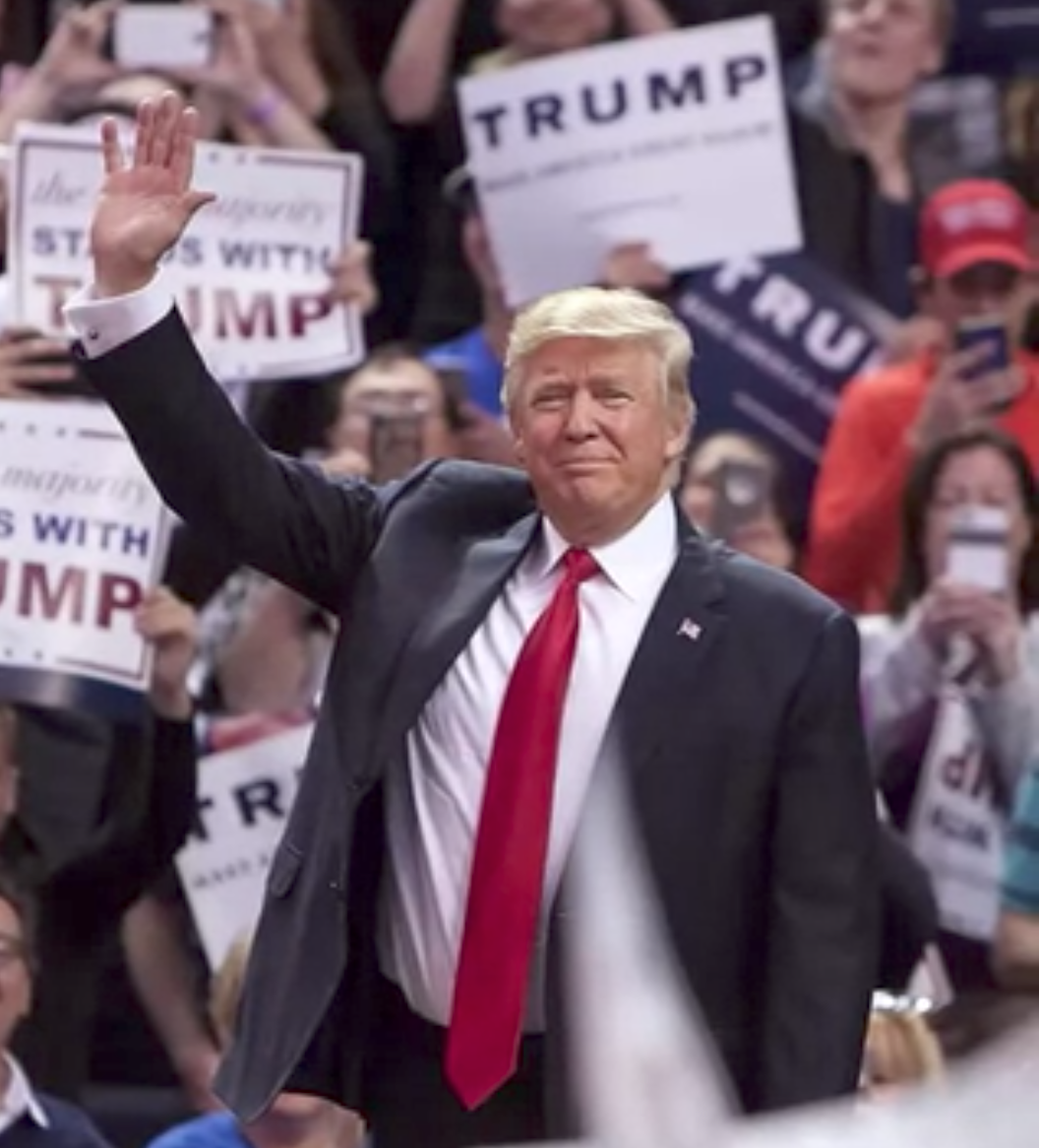
Trump durante comício em Huntington, Virgínia Ocidental, em agosto de 2017

A campanha à reeleição de Donald Trump esteve essencialmente em andamento desde sua vitória em 2016, levando especialistas a descrever sua tática de realizar comícios continuamente durante toda a presidência como uma "campanha sem fim". Às 17h11min de 20 de janeiro de 2017, dia em que foi empossado, Trump submeteu a documentação necessária para legalmente declarar sua candidatura para 2020. Como ocorre nas primárias em que os presidentes incumbentes são candidatos a um novo mandato, a disputa pela nomeação partidária é geralmente pró-forma, com uma oposição simbólica que não apresenta candidaturas adversárias fortes. No caso de Trump, o aparato republicano, a níveis estadual e nacional, mobilizou-se para implementar mudanças que dificultassem qualquer candidatura dissidente. Em janeiro de 2019, o Comitê Nacional Republicano endossou Trump.
Vários comitês estaduais republicanos cancelaram suas respectivas primárias ou caucuses. Como justificativa, as agremiações citaram o fato de que os republicanos cancelaram várias primárias estaduais quando George H. W. Bush e George W. Bush buscaram um segundo mandato em 1992 e 2004, respectivamente, bem como que os democratas fizeram o mesmo quando Bill Clinton e Barack Obama foram candidatos à reeleição em 1996 e 2012, respectivamente. Após cancelarem suas prévias, alguns desses estados, como Havaí e Nova Iorque, imediatamente comprometeram seus delegados a apoiar Trump, enquanto outros estados como Kansas e Nevada realizaram formalmente uma convenção ou reunião para distribuir oficialmente seus delegados.
A partir do segundo semestre de 2017, surgiram relatos de que republicanos, particularmente das alas moderadas e do establishment, estavam preparando uma campanha contra Trump. O senador John McCain disse: "Os republicanos veem fraqueza neste presidente". Os senadores Susan Collins e Rand Paul e o ex-governador Chris Christie expressaram dúvidas sobre se Trump seria o candidato republicano em 2020; Collins declarou que era "muito difícil dizer". Ao mesmo tempo, o senador Jeff Flake argumentou que Trump estava instigando uma candidatura republicana opositora pela maneira como governava.

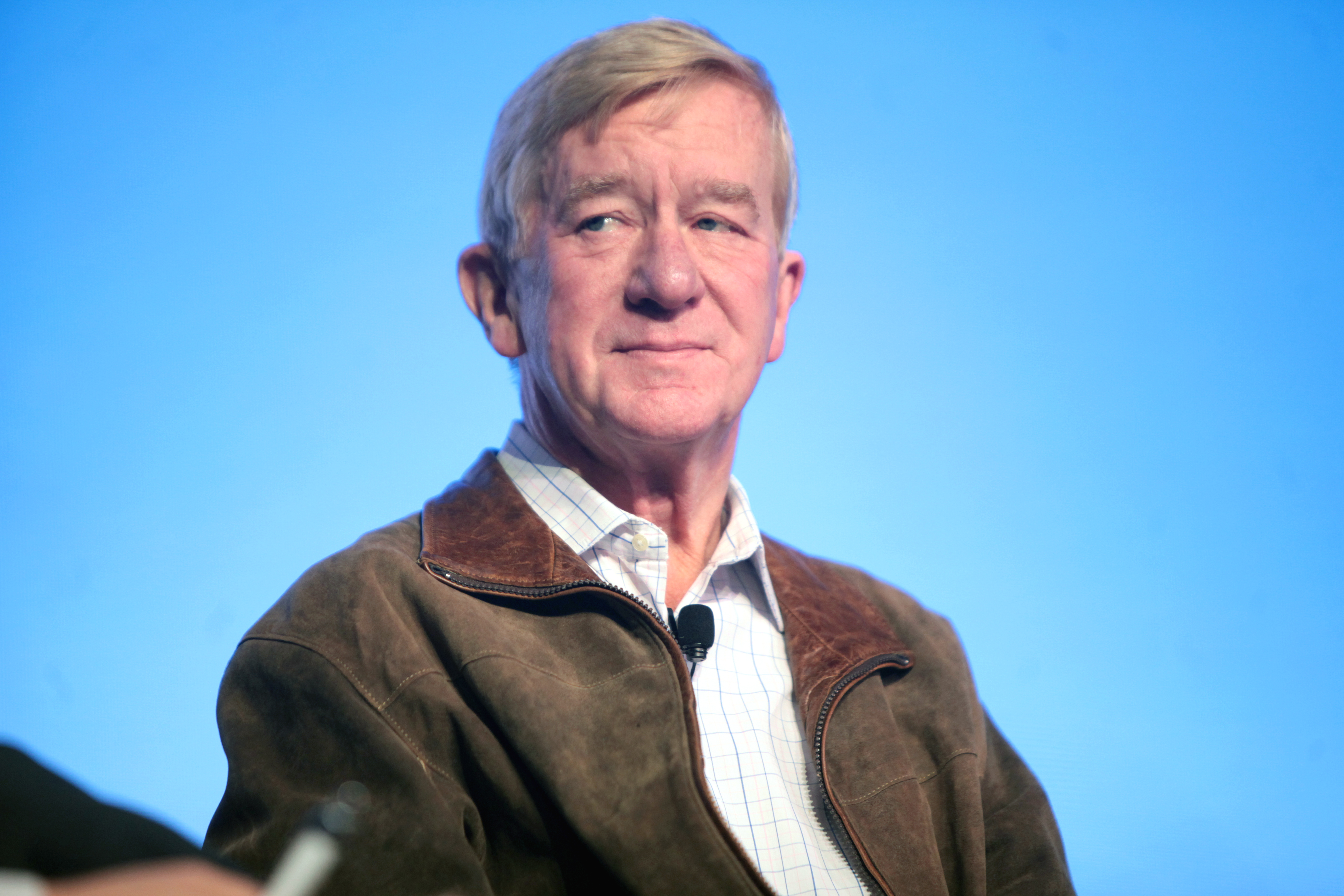
Bill Weld em 2016. Nas prévias de 2020, Weld foi o opositor republicano a Trump que recebeu a maior quantidade de votos populares

Em abril de 2019, Bill Weld declarou sua candidatura à nomeação republicana; Weld foi governador de Massachusetts e o candidato a vice-presidente do Partido Libertário em 2016. A chance de sua candidatura ser exitosa era vista como improvável por conta da popularidade do presidente entre os republicanos e as visões políticas de Weld em questões como aborto, controle da venda de armas e casamento entre pessoas do mesmo sexo, que conflitavam com as posições conservadoras em relação a estes temas. Também ex-governador, Mark Sanford, da Carolina do Sul, declarou-se candidato em setembro de 2019, mas desistiu 65 dias depois.
Em agosto de 2019, Joe Walsh, ex-representante pelo Illinois, anunciou sua candidatura, declarando: "Vou fazer o que puder. Não quero que [Trump] vença. O país não pode permitir que ele vença. Se não tiver sucesso, não vou votar nele". Walsh desistiu em fevereiro de 2020, depois de obter cerca de 1% de apoio no caucus de Iowa. Após anunciar sua decisão, Walsh afirmou que "ninguém poderia derrotar Trump nas primárias republicanas" porque o Partido Republicano era agora "um culto" a Trump. Para Walsh, os apoiadores do presidente se tornaram "seguidores" pois, após absorverem informações erradas "da mídia conservadora", creem que Trump "não pode fazer nada errado": "Eles não sabem o que é a verdade e — mais importante — eles não se importam".
Durante seu mandato, Trump manteve um alto nível de aprovação entre os republicanos. Em fevereiro de 2020, a Gallup informou que 94% dos republicanos aprovavam sua gestão. Neste contexto, Trump venceu todas as prévias republicanas, atingindo em 17 de março de 2020 a quantidade necessária de delegados para ganhar a nomeação. Weld desistiu de sua candidatura no dia seguinte. Ao final das prévias, Trump recebeu 18,1 milhões de votos (94%), ante 453 mil de Weld (2,3%) e 173 mil de Walsh (0,9%).

#### Chapa
Trump confirmou que Pence seria novamente seu companheiro de chapa em novembro de 2018.
|                                                | Donald Trump                                        | Mike Pence |
| para Presidente                                | para Vice-Presidente                                |            |
|                                                |                                                     |            |
| 45.º Presidente dos Estados Unidos (2017–2021) | 48.º Vice-presidente dos Estados Unidos (2017–2021) |            |

#### Outros candidatos
Os candidatos listados nesta seção foram considerados principais pois cumpriram um dos seguintes requisitos: a) ocuparam cargos públicos; b) foram incluídos em pelo menos cinco pesquisas nacionais independentes; ou c) receberam cobertura significativa da mídia.
| Candidatos pela data de desistência                  |                                              |                                          | |
| Bill Weld                                            | Joe Walsh                                    | Rocky De La Fuente                       | Mark Sanford                                                                                        |
|                                                      |                                              |                                          | |
| Governador de Massachusetts (1991–1997)              | Representante por Illinois (2011–2013)       | Empresário e candidato perene            | Representante pela Carolina do Sul (1995–2001, 2013–2019) Governador da Carolina do Sul (2003-2011) |
|                                                      |                                              |                                          | |
| 18 de março de 2020 412.325 votos (2,25%) 1 delegado | 7 de fevereiro de 2020 173.519 votos (0,95%) | 25 de abril de 2020 90.893 votos (0,50%) | 12 de novembro de 2019 4.258 votos (0,02%)                                                          |

### Partido Democrata

#### Primárias

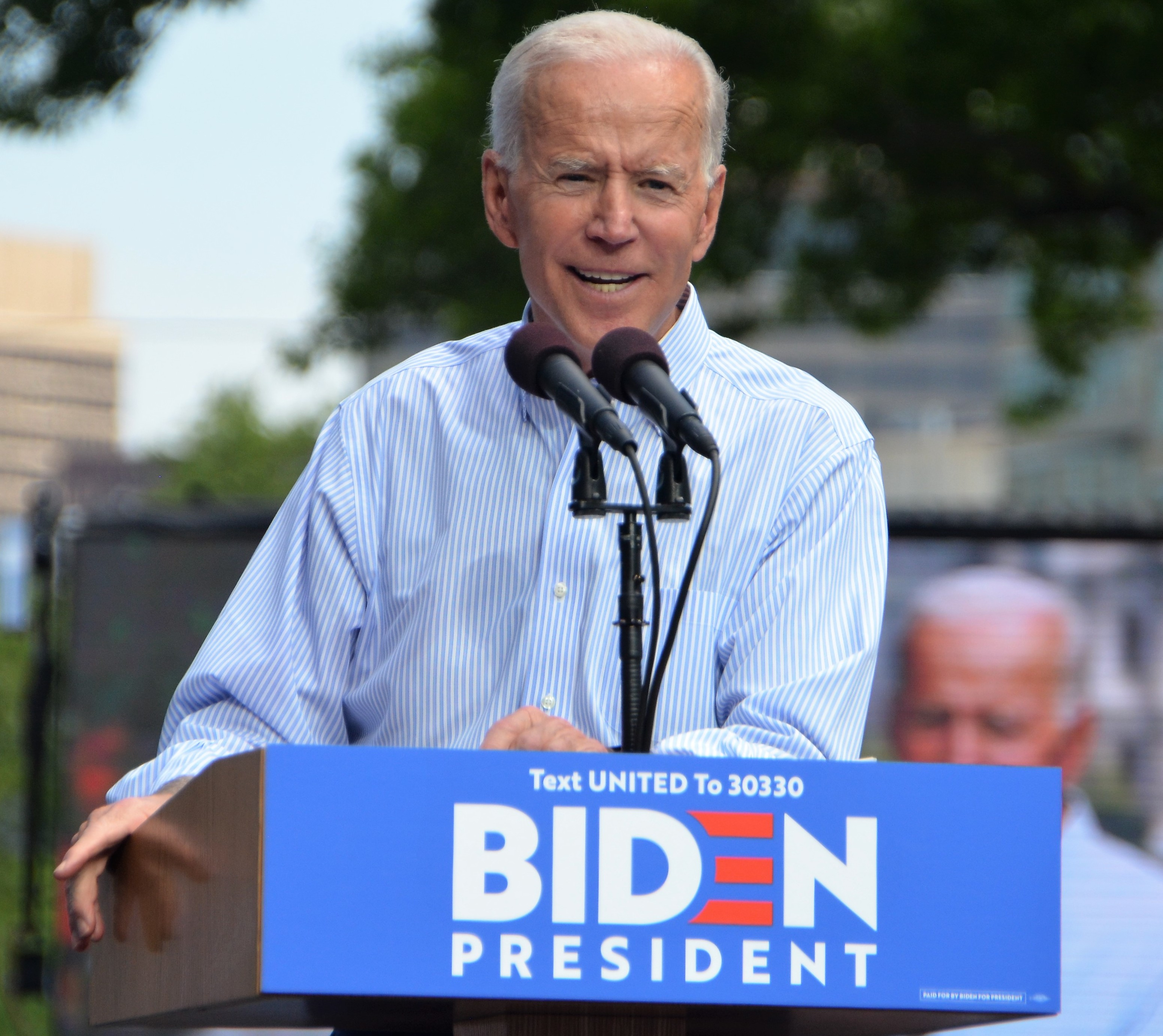
Biden no primeiro comício de sua campanha, em maio de 2019. Em abril de 2020, Biden garantiu a nomeação presidencial democrata

Depois que Hillary Clinton perdeu a presidência para Trump, muitos passaram a acreditar que o Partido Democrata não possuía uma clara liderança a nível nacional. As divisões permaneceram no partido após as primárias de 2016, que colocaram Clinton, representante da ala centrista, contra Bernie Sanders, visto como líder da ala mais progressista. Na eleição para a presidência do Comitê Nacional Democrata em 2017, Tom Perez derrotou Keith Ellison, o que foi visto à época como uma vitória do establishment do partido contra a ala mais à esquerda. Em 2018, representantes das duas correntes disputaram a nomeação democrata em vários distritos decisivos da Câmara dos Representantes; tais confrontos foram descritos como uma "guerra civil democrata".
Em agosto de 2018, os membros do Comitê Nacional Democrata (DNC) aprovaram reformas no processo das primárias presidenciais, alegadamente para aumentar a participação e garantir a transparência. Entre as mudanças, o DNC proibiu que os superdelegados tivessem direito ao voto na primeira votação da Convenção. Consequentemente, o presidenciável democrata precisaria ganhar uma maioria dos delegados nas prévias estaduais. Se isso não ocorresse, os superdelegados teriam poder decisivo nas votações seguintes da Convenção, que seria considerada "contestada"; no entanto, a última convenção democrata contestada ocorreu em 1952.
No decorrer da disputa pela nomeação democrata, um recorde de 29 candidaturas principais foram apresentadas. Tal número era maior do que de qualquer prévia presidencial democrata ou republicana desde 1972, quando o sistema em uso foi introduzido, superando os 17 republicanos que concorreram à indicação do partido em 2016. Além disso, conforme referido pela CBS News, foi o "mais diversificado grupo de candidatos democratas na história moderna", incluindo seis candidatas, como as senadoras Amy Klobuchar, Elizabeth Warren, Kamala Harris e Kirsten Gillibrand e a representante Tulsi Gabbard.

Mapa dos resultados das prévias democratas por condados: Biden venceu nos em azul e Sanders nos em verde

Considerado desde o início como o candidato favorito para ser designado pelos democratas para a presidência, Joe Biden, que ocupou a vice-presidência durante todo o governo Obama, teve sua liderança questionada no segundo semestre de 2019. Em novembro, o ex-prefeito nova-iorquino e bilionário Michael Bloomberg apresentou-se candidato de última hora, afirmando que era o democrata com maior capacidade para derrotar Trump. Em poucos meses, Bloomberg gastou US$ 935 milhões da própria fortuna em sua campanha, estabelecendo um recorde de campanha primária mais cara da história do país. Ainda antes do final de 2019, a lista de presidenciáveis democratas foi reduzida com a desistência de 13 candidatos, incluindo Gillibrand, Harris, Beto O'Rourke, Bill de Blasio e John Hickenlooper.
Nas primeiras prévias realizadas, de Iowa e Nova Hampshire, sagraram-se vencedores Pete Buttigieg e Sanders, respectivamente. Os maus resultados obtidos por Biden nestes estados intensificaram os questionamentos quanto a sua candidatura, com Bloomberg o superando tecnicamente nas pesquisas de opinião e Sanders passando a liderá-las. Entretanto, Biden venceu a primária da Carolina do Sul por uma grande margem e buscou frisar a mensagem de que era a alternativa mais forte contra Sanders e o candidato mais viável contra Trump. Nos dias seguintes e às vésperas da Super Terça, Klobuchar e Buttigieg desistiram e prontamente endossaram Biden, ajudando-o a unir o voto moderado.
Em 3 de março, Biden venceu em 10 dos 14 estados da Super Terça, registrando, segundo a CNN, uma "volta por cima histórica e inacreditável na política". Nos dias seguintes, Warren e Bloomberg também desistiram de suas candidaturas. Biden consolidou sua liderança sobre Sanders nas prévias a seguir, vencendo na Flórida, em Illinois e Michigan, além de outros estados. Em 8 de abril, Sanders anunciou sua desistência, fazendo de Biden o presumível candidato democrata a presidente; Sanders, Warren e Bloomberg endossaram Biden. Em 5 de junho, ele atingiu formalmente o número de delegados necessários para garantir a indicação.

#### Chapa
Em meados de março de 2020, Biden comprometeu-se a, caso fosse designado como o presidenciável democrata, escolher uma mulher como sua candidata a vice-presidente. Em abril, Biden anunciou a formação de um comitê responsável pela verificação dos currículos das potenciais candidatas para o cargo. A partir de junho, os protestos pela morte de George Floyd levaram personalidades a instarem Biden a escolher como sua vice uma mulher de cor. Entre elas, a senadora Klobuchar descartou publicamente a possibilidade de ser vice de Biden, urgindo-o a optar por uma mulher de cor; antes dos protestos, Klobuchar era uma das favoritas para juntar-se à chapa. Em agosto, Biden anunciou a senadora Kamala Harris como candidata a vice. Considerada uma escolha segura para Biden, Harris se tornou a primeira mulher negra e sul-asiática a integrar a chapa presidencial de um grande partido político norte-americano.
|                                                     | Joe Biden                            | Kamala Harris |
| para Presidente                                     | para Vice-Presidente                 |               |
|                                                     |                                      |               |
| 47.º Vice-presidente dos Estados Unidos (2009–2017) | Senadora pela Califórnia (2017–2021) |               |

#### Outros candidatos
Os candidatos listados nesta seção foram considerados principais pois cumpriram um dos seguintes requisitos: a) ocuparam cargos públicos; b) foram incluídos em pelo menos cinco pesquisas nacionais independentes; ou c) receberam cobertura significativa da mídia.
| Candidatos pela data de desistência                                               |                                                                            |                                                                                           |                                                                   |                                                                    |                                                       | |  |
| Bernie Sanders                                                                    | Tulsi Gabbard                                                              | Elizabeth Warren                                                                          | Michael Bloomberg                                                 | Amy Klobuchar                                                      | Pete Buttigieg                                        | Tom Steyer                                                                                              |  |
|                                                                                   |                                                                            |                                                                                           |                                                                   |                                                                    |                                                       | |  |
| Senador por Vermont (desde 2007 Representante por Vermont (1991–2007              | Representante pelo Havaí (desde 2013                                       | Senadora por Massachusetts (desde 2013                                                    | Prefeito de Nova Iorque (2002–2013 CEO da Bloomberg L.P.          | Senadora por Minnesota (desde 2007                                 | Prefeito de South Bend (2012–2020                     | Bilionário, filantropo, ex-gerente de fundo de investimento                                             |  |
|                                                                                   |                                                                            |                                                                                           |                                                                   |                                                                    |                                                       | |  |
| 8 de abril de 2020 9.329.619 votos (27,11%) 1.113 delegados                       | 19 de março de 2020 259.205 votos (0,75%) 2 delegados                      | 5 de março de 2020 2.774.178 votos (8,06%) 78 delegados                                   | 4 de março de 2020 2.469.922 votos (7,18%) 49 delegados           | 2 de março de 2020 521.923 votos (1,52%) 7 delegados               | 1 de março de 2020 909.665 votos (2,64%) 26 delegados | 29 de fevereiro de 2020 257.885 votos (0,75%)                                                           |  |
| Deval Patrick                                                                     | Michael Bennet                                                             | Andrew Yang                                                                               | John Delaney                                                      | Cory Booker                                                        | Marianne Williamson                                   | Julián Castro                                                                                           |  |
|                                                                                   |                                                                            |                                                                                           |                                                                   |                                                                    |                                                       | |  |
| Governador de Massachusetts (2007–2015)                                           | Senador pelo Colorado (desde 2009)                                         | Empreendedor e fundador da Venture for America                                            | Representante por Maryland (2013–2019)                            | Senador por New Jersey (desde 2013) Prefeito de Newark (2006–2013) | Autora                                                | Secretário de Habitação e Desenvolvimento Urbano (2014–2017) Prefeito de San Antonio, Texas (2009–2014) |  |
|                                                                                   |                                                                            |                                                                                           |                                                                   |                                                                    |                                                       | |  |
| 12 de fevereiro de 2020 26.259 votos (0,08%)                                      | 11 de fevereiro de 2020 56.102 votos (0,16%)                               | 11 de fevereiro de 2020 155.605 votos (0,45%)                                             | 31 de janeiro de 2020 17.461 votos (0,05%)                        | 13 de janeiro de 2020 31.575 votos (0,09%)                         | 10 de janeiro de 2020 22.334 votos (0,06%)            | 2 de janeiro de 2020 37.037 votos (0,11%)                                                               |  |
| Kamala Harris                                                                     | Steve Bullock                                                              | Joe Sestak                                                                                | Wayne Messam                                                      | Beto O'Rourke                                                      | Tim Ryan                                              | Bill de Blasio                                                                                          |  |
|                                                                                   |                                                                            |                                                                                           |                                                                   |                                                                    |                                                       | |  |
| Senadora pela Califórnia (desde 2017) Procuradora-geral da Califórnia (2011–2017) | Governador de Montana (desde 2013) Procurador-geral de Montana (2009–2013) | Representante pela Pensilvânia (2007–2011)                                                | Prefeito de Miramar (desde 2015)                                  | Representante pelo Texas (2013–2019)                               | Representante por Ohio (desde 2013)                   | Prefeito de Nova Iorque (desde 2013)                                                                    |  |
|                                                                                   |                                                                            | —                                                                                         |                                                                   |                                                                    |                                                       | |  |
| 3 de dezembro de 2019 844 votos (0,00%)                                           | 2 de dezembro de 2019 549 votos (0,00%)                                    | 1 de dezembro de 2019 5.251 votos (0,02%)                                                 | 19 de novembro de 2019                                            | 1 de novembro de 2019                                              | 24 de outubro de 2019                                 | 20 de setembro de 2019                                                                                  |  |
| Kirsten Gillibrand                                                                | Seth Moulton                                                               | Jay Inslee                                                                                | John Hickenlooper                                                 | Mike Gravel                                                        | Eric Swalwell                                         | Richard Ojeda                                                                                           |  |
|                                                                                   |                                                                            |                                                                                           |                                                                   |                                                                    |                                                       | |  |
| Senadora por Nova Iorque (desde 2009) Representante por Nova Iorque (2007–2009)   | Representante por Massachusetts (desde 2015)                               | Governador de Washington (desde 2013) Representante por Washington (1993-1995; 1999-2012) | Governador do Colorado (2011–2019) Prefeito de Denver (2003–2011) | Senador pelo Alaska (1969–1981)                                    | Representante pela Califórnia (desde 2013)            | Senador estadual da Virgínia Ocidental (2016–2019)                                                      |  |
|                                                                                   |                                                                            |                                                                                           |                                                                   |                                                                    |                                                       | — |  |
| 28 de agosto de 2019                                                              | 23 de agosto de 2019                                                       | 21 de agosto de 2019                                                                      | 15 de agosto de 2019                                              | 6 de agosto de 2019                                                | 8 de julho de 2019                                    | 25 de janeiro de 2019                                                                                   |  |

### Partido Libertário
|                                    | Jo Jorgensen           | Spike Cohen |
| para Presidente                    | para Vice-Presidente   |             |
|                                    |                        |             |
| Professora na Universidade Clemson | Podcaster e empresário |             |

### Partido Verde
|                              | Howie Hawkins        | Angela Walker |
| para Presidente              | para Vice-presidente |               |
|                              |                      |               |
| Co-fundador do Partido Verde | Ativista e motorista |               |

### Partido da Constituição
|                                 | Don Blankenship       | William Mohr |
| para Presidente                 | para Vice-presidente  |              |
|                                 |                       |              |
| Executivo da Virgínia Ocidental | Presidente do partido |              |

## Convenções partidárias
A Convenção Nacional Democrata estava originalmente programada para ocorrer entre 13 a 16 de julho em Milwaukee, Wisconsin, mas foi postergada para 17 a 20 de agosto por conta da pandemia do novo coronavírus. Em 24 de junho de 2020, foi anunciado que a maioria dos delegados participaria remotamente do evento, mas que alguns ainda assim estariam fisicamente presentes. Na primeira votação, Biden alcançou 3.448 votos, bem acima dos 1 151 de Sanders.
A Convenção Nacional Republicana foi inicialmente planejada para os dias 24 e 27 de agosto, sendo sediada em Charlotte, Carolina do Norte. No entanto, diante de divergências sobre as regras de distanciamento social, os discursos e celebrações foram transferidos para Jacksonville, Flórida, ainda que algumas atividades permaneceram em Charlotte. Tanto Trump quanto Pence foram renomeados pelos delegados republicanos por unanimidade.
A Convenção Nacional Libertária seria em princípio realizada em Austin, Texas, no fim de semana do Memorial Day, de 22 a 25 de maio, mas o evento foi alterado e o partido escolheu seus candidatos virtualmente entre 22 a 24 de maio, com uma convenção presencial ocorrendo em Orlando, Flórida, de 8 a 12 de julho. A professora Jo Jorgensen foi designada na quarta votação, com 51% de apoio, e o vice Spike Cohen na terceira, com 52%.
A Convenção Nacional Verde foi organizada para ocorrer em Detroit, Michigan entre 9 a 12 de julho. O partido optou, também em decorrência da COVID-19, por fazer uma convenção virtual, mantendo a data. Os delegados escolheram para a presidência o sindicalista nova-iorquino Howie Hawkins ainda na primeira votação, com 59%, e Angela Walker para a vice-presidência, por unanimidade.
A Convenção Nacional do Partido da Constituição de 2020 seria realizada em St. Louis, Missouri, de 29 de abril a 2 de maio, mas devido à pandemia de coronavírus, o partido decidiu realizar uma convenção por meio de uma videoconferência de 1º de maio a 2 de maio. Don Blankenship foi nomeado candidato a presidente na segunda votação, enquanto William Mohr foi nomeado candidato a vice-presidente.

## Campanha eleitoral

### Pandemia de COVID-19
A pandemia de COVID-19 foi o tema que gerou maior interesse entre os eleitores e o mais debatido pelos candidatos. Com o primeiro caso da doença confirmado em janeiro, o país tinha registrado, em meados de outubro, 218 mil mortos, ultrapassando todos os demais países. Como consequência, a economia sofreu impactos consideráveis, com o desemprego atingindo um pico de 14,7% em abril, maior índice desde 1948. No final de março, Trump sancionou um pacote de estímulos, aprovado pelo Congresso, de US$ 2 trilhões, o maior da história dos EUA. Outra iniciativa semelhante continuou sendo debatida nos meses seguintes.
Em março, Trump decretou estado de emergência e determinou a suspensão da entrada de estrangeiros de vários países, como de quase toda a Europa e da China. O presidente inicialmente afirmou que estava otimista em relação à resposta do país e ao nível de ameaça da doença. No entanto, na medida que a gravidade da pandemia aumentava, Trump fez um número significativo de declarações falsas ou enganosas. De acordo com a média das pesquisas em outubro, cerca de 40% aprovava o trabalho do presidente diante da pandemia e 57% reprovava. Mais de 50% dizia estar "muito preocupado" com os efeitos econonômicos da doença.
Na oposição, Biden afirmou que o presidente havia se rendido ao vírus e criticou a resposta de seu governo. O candidato democrata prometeu que "ouviria os cientistas" e que "tomaria qualquer medida necessária para salvar vidas", argumentando que o país não voltaria ao normal sem que o vírus fosse contido. Biden também divulgou um plano sobre o assunto que incluía a decretação da obrigatoriedade do uso de máscaras em todo o país, o aumento da testagem e a criação de um plano de reabertura "consistente e confiável". Em resposta, Trump alegou que um governo Biden iria "destruir o país e a economia".
No início de outubro, Trump e a primeira-dama Melania foram diagnosticados com COVID-19, assim como diversos integrantes do governo. Tanto o presidente quanto a primeira-dama entraram imediatamente em quarentena, o que impediu Trump de continuar fazendo campanha presencial, principalmente através de comícios. De 2 a 5 de outubro, Trump permaneceu internado no Hospital Militar Nacional de Walter Reed e, ao receber alta, exortou os norte-americanos a "não temerem" o coronavírus. O diagnóstico do presidente foi amplamente visto como um efeito negativo à sua candidatura, desviando a atenção do público de volta para a pandemia.

### Economia
Trump buscou receber o crédito pela expansão econômica consistente ocorrida nos primeiros três anos de sua presidência, com o mercado de ações registrando seu período de crescimento mais longo da história e o menor índice de desemprego em cinquenta anos. Além disso, destacou a recuperação do terceiro trimestre de 2020, na qual o PIB cresceu a uma taxa anualizada de 33,1%. Biden respondeu às afirmações de Trump repetindo que a forte economia foi herdada do governo Obama e que Trump agravou o impacto econômico da pandemia, levando 42 milhões de norte-americanos a ficarem desempregados.
A legislação sancionada por Trump em 2017 que reduziu o imposto de renda para a maioria da população, bem como reduziu a alíquota do imposto corporativo de 35% para 21%, foi uma parte importante da política econômica do presidente. Biden e os democratas geralmente descreveram esses cortes como um benefício injusto à classe alta. O presidenciável democrata prometeu aumentar os impostos sobre as empresas e aqueles que ganhavam mais de US$ 400 mil por ano, mantendo os impostos reduzidos nas faixas de renda mais baixas, e aumentar os impostos sobre ganhos de capital para uma faixa máxima de 39,6%.

### Suprema Corte

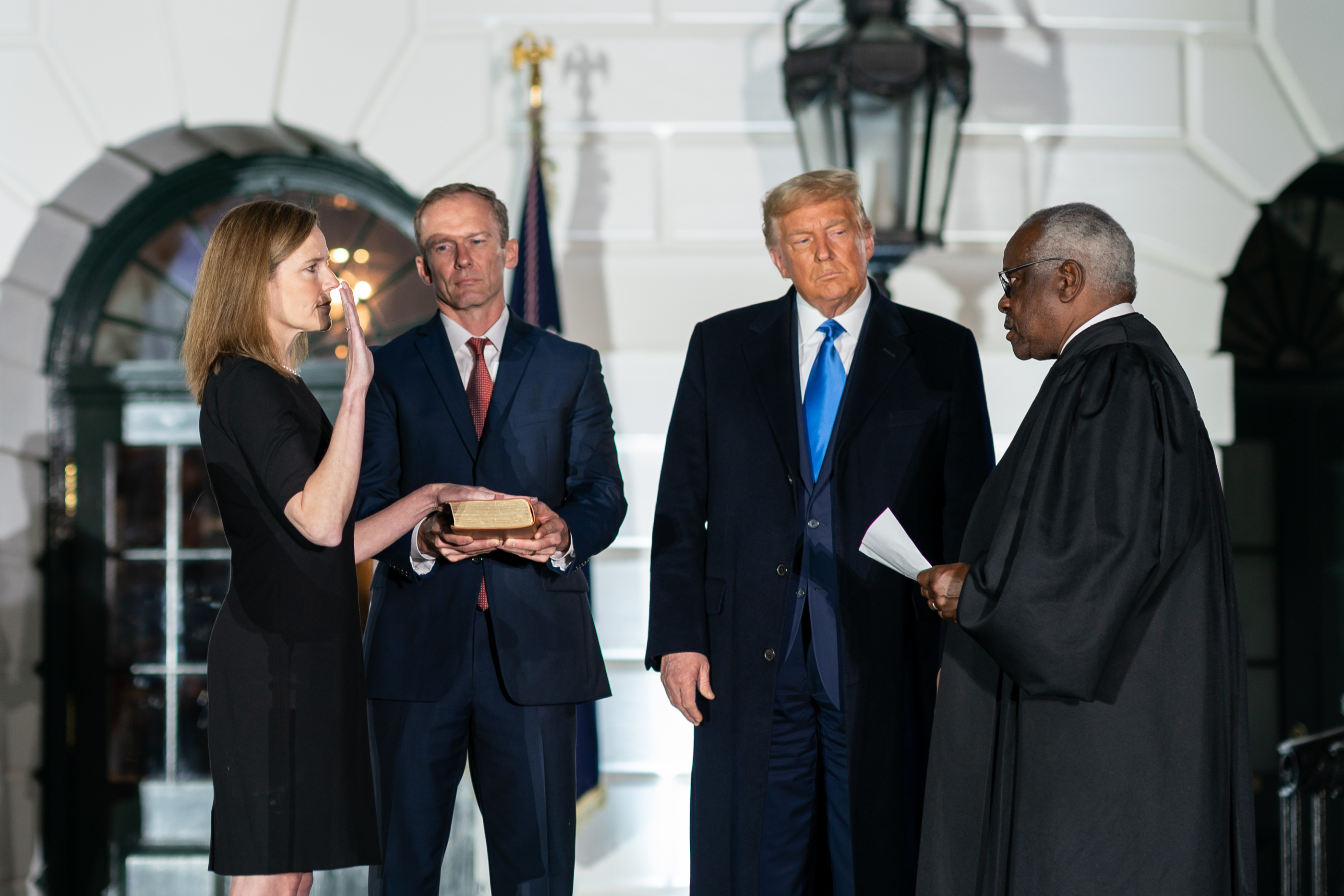
Amy Coney Barrett sendo empossada juíza associada da Suprema Corte, em 26 de outubro de 2020

Em 18 de setembro de 2020, a juíza Ruth Bader Ginsburg, líder da ala liberal da Suprema Corte, morreu. Imediatamente após, o líder da maioria no Senado, Mitch McConnell, afirmou que uma substituição a Ginsburg seria votada pelos senadores o quanto antes, rompendo com o precedente firmado por ele mesmo de que indicados para a alta corte não deveriam ser considerados em anos de eleições presidenciais, conforme ocorreu em Merrick Garland em 2016. Trump nomeou a juíza Amy Coney Barrett para a Suprema Corte em 26 de setembro, dando início a uma inesperada e histórica batalha política durante a campanha eleitoral.
Trump defendeu a rápida indicação de Barrett argumentando que a corte não poderia estar incompleta caso os resultados da eleição presidencial fossem contestados. Biden criticou a designação, declarando que o povo deveria escolher o novo juiz por meio das eleições. Como não houve dissidências significativas entre a maioria republicana no Senado, o processo de nomeação avançou com celeridade e Barrett foi aprovada por 52 votos a 48 em 26 de outubro. Desta forma, foi uma das nomeações para a Suprema Corte que avançaram com maior rapidez na história moderna, bem como a mais próxima de uma eleição.

### Saúde
O sistema de saúde foi uma questão polêmica tanto nas primárias democratas quanto na eleição geral. Enquanto Biden, assim como outros candidatos, prometeu proteger o Affordable Care Act (conhecido ainda como "Obamacare") e, com base nele, aprimorar o sistema de saúde, progressistas democratas defenderam a substituição do setor de seguros privados pelo Medicare for All ("saúde para todos"). Trump prometeu revogar o Affordable Care Act por completo, chamando-o de "muito caro", mas não detalhou o que iria substituí-lo. Igualmente, seu governo e outros republicanos demandaram a revogação do "Obamacare" junto à Suprema Corte.

### Meio ambiente
Trump e Biden mantiveram diferenças significativas na agenda relativa à política ambiental, com Trump afirmando às vezes que a mudança climática era uma farsa, embora também a tenha chamado de um assunto sério. Trump condenou o Acordo de Paris sobre a redução de gases de efeito estufa e deu início ao processo de retirada dos EUA, enquanto Biden planejou se juntar a ele e anunciou um plano de ação climática de US$ 2 trilhões. No entanto, Biden não aceitou totalmente o conceito do Green New Deal, uma política climática promovida por políticos progressistas e de esquerda como Sanders. Do mesmo modo, Biden declarou que não iria banir o fracking, mas proibi-lo em terras do governo federal; em um debate, entretanto, Trump afirmou que o adversário queria bani-lo completamente. As outras políticas ambientais de Trump incluem a remoção dos padrões de emissão de metano e uma expansão da mineração.

### Distúrbios raciais

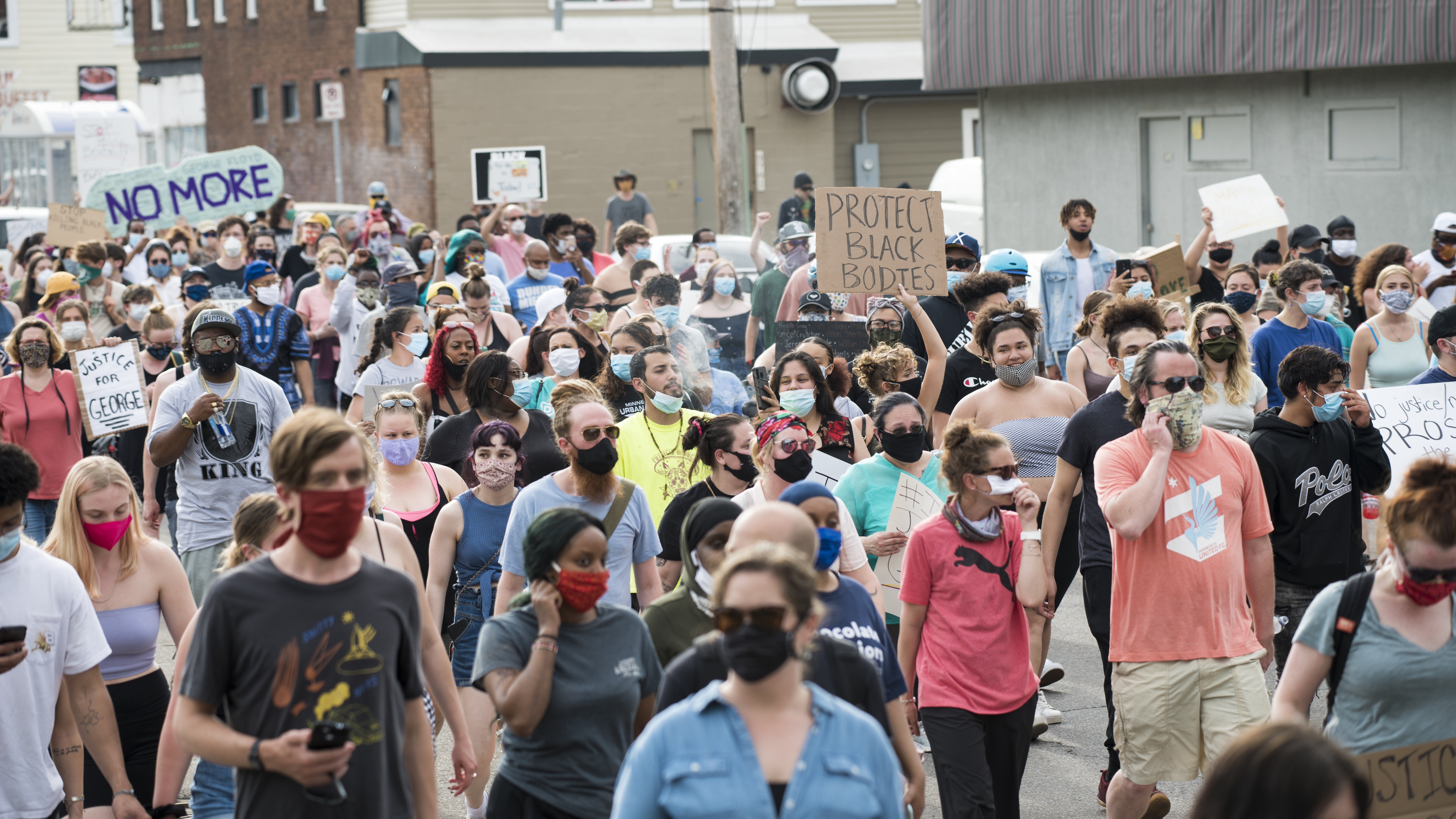
Protesto contrário à violência policial, após a morte de George Floyd, em maio de 2020

Como resultado da morte de George Floyd e outros incidentes relacionados à violência policial contra afro-americanos, combinados com os efeitos da pandemia de COVID-19, uma série de protestos e um período mais amplo de agitação racial eclodiram em meados de 2020. Muitos protestos ocorreram, a maioria pacíficos, mas também ocorreram motins e saques. Trump e os republicanos sugeriram o envio de militares para conter os protestos, o que foi criticado, especialmente pelos democratas, como uma medida desproporcional e potencialmente ilegal. Em junho, militares retiraram à força manifestante pacíficos para que Trump tirasse uma foto segurando uma bíblia na frente da Igreja de St. John em Washington D.C., o que foi particularmente polêmico. Biden condenou Trump por suas ações contra os manifestantes; o democrata descreveu as últimas palavras de Floyd ("não consigo respirar") como um "chamado para despertar a nossa nação". Também prometeu que criaria uma comissão para supervisionar a polícia em seus primeiros 100 dias como presidente e estabeleceria um padrão de uso uniforme da força, bem como outras medidas de reforma policial.

### Interferência estrangeira
O serviço de inteligência dos EUA acusou a Rússia, a China e o Irã de interferirem nas eleições de 2020. Em fevereiro de 2020, oficiais da inteligência informaram aos membros do Comitê de Inteligência da Câmara dos Representantes que a Rússia estava interferindo como forma de ajudar a reeleger Trump. A Rússia interferiu repetidamente nas eleições norte-americanas para apoiar a candidatura de Trump, enquanto a China buscava apoiar a candidatura de Biden. Em outubro, o Federal Bureau of Investigation (FBI) acusou o Irã de enviar e-mails falsos a eleitores com o propósito de intimidá-los e gerar agitação social.

### Votação antecipada
Diante da pandemia, vários estados expandiram as hipóteses de voto antecipado, tanto presencialmente quanto pelo correio, uma prática comum nos Estados Unidos. Em agosto, com o aumento da demanda, a Câmara dos Representantes aprovou uma verba emergencial de US$ 25 bilhões para financiar o Serviço Postal. O presidente Trump, apesar dele próprio ter votado pelo correio em eleições anteriores, acusou repetidamente que tal forma de votação seria fraudulenta, uma alegação que, de acordo com especialistas, não tinha base. De acordo com as pesquisas, os eleitores de Biden tinham maior propensão a votar pelo correio.
Em 6 de outubro, mais de quatro milhões de eleitores já haviam votado, um aumento substancial se comparado com a eleição presidencial anterior de 2016 que, na mesma época, havia computado 75 mil votos. Em 25 de outubro, registrou-se a marca de 60 milhões de votos, um número maior que a totalidade de votos antecipados de 2016. Em alguns estados, o voto antecipado registrou recordes. No Texas, por exemplo, 80% do total de votos de 2016 foi atingido faltando dez dias de votação.

### Adiamento da votação e reconhecimento dos resultados
Em abril de 2020, Biden disse que Trump poderia tentar adiar a eleição. Em julho, Trump sugeriu que a eleição fosse adiada, arguindo que seria a "mais imprecisa e fraudulenta da história" por conta do "voto antecipado universal". A alteração da data da votação demandaria o aval do Congresso e a Constituição define o término dos mandatos do presidente e do vice-presidente em 20 de janeiro de 2021. Ademais, durante a campanha, Trump se negou, por mais de uma vez, a se comprometer a aceitar os resultados da eleição e realizar uma transferência pacífica de poder. No Congresso, os republicanos insistiram que haveria uma transferência pacífica de poder caso Trump perdesse e o Senado aprovou uma resolução, de forma unânime, neste sentido.

## Debates
Em outubro de 2019, a Comissão de Debates Presidenciais anunciou que três debates seriam realizados no outono de 2020 entre os presidenciáveis democrata e republicano. O primeiro foi agendado para 29 de setembro na Case Western Reserve University, em Cleveland, Ohio, o segundo em 15 de outubro no Centro Adrienne Arsht, em Miami, Flórida, e o último em 22 de outubro na Universidade de Belmont, em Nashville, Tennessee. Em virtude da pandemia, duas instituições desistiram de sediar os eventos: a Universidade de Notre Dame desistiu de ser a anfitriã do primeiro e a Universidade de Michigan, em Ann Arbor, do segundo. Além destes, foi marcado um debate dos principais candidatos à vice-presidência na Universidade de Utah, em Salt Lake City, em 7 de outubro.
O primeiro debate foi marcado por ofensas e constantes interrupções, em especial pelo presidente Trump. O encontro foi descrito como "caótico" por conta das repetidas interrupções do presidente, fazendo com que a comissão anunciasse que realizaria ajustes no formato dos eventos restantes. A recusa de Trump em condenar a supremacia branca e o grupo neo-fascista Proud Boys teve considerável repercussão e condenação. No dia seguinte, o presidente condenou o grupo. Por sua vez, Biden chamou Trump de "palhaço" e, demonstrando irritação pelas constantes interrupções, disse: "Você não vai calar a boca, cara? Isso não é nem um pouco presidenciável". Pesquisas de opinião indicaram que Biden teve desempenho melhor.
Após Trump contrair COVID-19, a comissão anunciou que o segundo debate seria realizado virtualmente, no qual os candidatos apareceriam em locais diferentes. No entanto, Trump se recusou a participar de um debate virtual, e a comissão subsequentemente anunciou que o debate havia sido cancelado. Como ambas as campanhas não chegaram a um acordo sobre um debate que substituísse o segundo encontro marcado, Biden e Trump participaram encontros com eleitores, em 14 de outubro e em canais diferentes, de forma simultânea. O terceiro e último debate ocorreu em 22 de outubro na Universidade Belmont em Nashville, Tennessee. O encontro manteve um clima mais civilizado, ao ponto de não ser necessário utilizar a opção de cortar o microfone de um dos candidatos, instituída após o primeiro debate. Biden foi geralmente considerado como o vencedor do debate, embora concluiu-se que era improvável que o confronto alterasse os rumos da disputa.
| Data           | Local                           | Cidade               | Moderador(es)  | Participantes | Audiência (em milhões) |
| -------------- | ------------------------------- | -------------------- | -------------- | ------------- | ---------------------- |
| 29 de setembro | Case Western Reserve University | Cleveland, Ohio      | Chris Wallace  | Trump Biden   | 73,1                   |
| 7 de outubro   | Universidade de Utah            | Salt Lake City, Utah | Susan Page     | Harris Pence  | 57,9                   |
| 15 de outubro  | Centro Adrienne Arsht           | Miami, Flórida       | Steve Scully   | Trump Biden   | cancelado              |
| 22 de outubro  | Universidade de Belmont         | Nashville, Tennessee | Kristen Welker | Trump Biden   | 63                     |

## Pesquisas de opinião
Gráfico a nível nacional
Média a nível nacional
| Donald Trump vs. Joe Biden | Donald Trump vs. Joe Biden | Donald Trump vs. Joe Biden | Donald Trump vs. Joe Biden | Donald Trump vs. Joe Biden | Donald Trump vs. Joe Biden | Donald Trump vs. Joe Biden |
| Fonte                      | Datas                      | Atualizado                 | Joe Biden                  | Donald Trump               | Outros/Indecisos           | Margem                     |
| -------------------------- | -------------------------- | -------------------------- | -------------------------- | -------------------------- | -------------------------- | -------------------------- |
| 270 to Win                 | até 2 de novembro de 2020  | 3 de novembro de 2020      | 51,1%                      | 43,1%                      | 5,8%                       | Biden +8,0                 |
| RealClear Politics         | até 2 de novembro de 2020  | 3 de novembro de 2020      | 50,7%                      | 44,0%                      | 6,5%                       | Biden +6,7                 |
| FiveThirtyEight            | até 2 de novembro de 2020  | 3 de novembro de 2020      | 51,8%                      | 43,4%                      | 4,8%                       | Biden +8,4                 |
| Média                      | Média                      | Média                      | 51,2%                      | 43,5%                      | 5,3%                       | Biden +7,7                 |

Previsões estaduais
No sistema eleitoral norte-americano, alguns estados desempenham um papel maior que os outros na escolha do presidente. Neste grupo, conhecido como "estados decisivos", tradução de "swing states", a eleição tende a ser equilibrada e os eleitores costumam se alternar entre eleger presidentes democratas e republicanos. Em 2016, Trump foi eleito após vencer nos estados de Michigan, Pensilvânia e Wisconsin, que votavam nos democratas desde os anos 1990, por uma diferença de 77.744 votos em um universo de 13,9 milhões de votantes. Para 2020, a CNN estimou que em nove estados a eleição estava mais acirrada, sendo eles: Arizona, Carolina do Norte, Flórida, Geórgia, Iowa, Michigan, Ohio, Pensilvânia e Wisconsin. O Five Thirty Eight incluiu neste rol o Colorado, Minnesota, Nova Hampshire e Texas.
A maioria dos preditores eleitorais usaram:
- incerto: sem vantagem
- ligeiramente: vantagem que não é tão forte quanto "inclina-se"
- inclina-se: leve vantagem
- provável: significante, mas superável, vantagem (*maior avaliação dada por CBS News e NPR)
- seguro ou sólido: chance de vitória quase certa

| Estado               | Votos eleitorais | PVI  | Resultado de 2016 | CBS News 4 de outubro de 2020 | CNN 7 de outubro de 2020  | 270toWin 13 de outubro de 2020 | The Economist 14 de outubro de 2020 | NBC News 27 de outubro de 2020 | Cook 28 de outubro de 2020 | Inside Elections 28 de outubro de 2020 | RealClearPolitics 29 de outubro de 2020 | ABC News 30 de outubro de 2020 | NPR 30 de outubro de 2020  | FiveThirtyEight 2 de novembro de 2020 | Politico 2 de novembro de 2020 | Sabato 2 de novembro de 2020 |
| -------------------- | ---------------- | ---- | ----------------- | ----------------------------- | ------------------------- | ------------------------------ | ----------------------------------- | ------------------------------ | -------------------------- | -------------------------------------- | --------------------------------------- | ------------------------------ | -------------------------- | ------------------------------------- | ------------------------------ | ---------------------------- |
| Alabama              | 9                | R+14 | 62,1% R           | Provável R                    | Sólido R                  | Seguro R                       | Seguro R                            | Sólido R                       | Sólido R                   | Sólido R                               | Sólido R                                | Sólido R                       | Provável R                 | Sólido R                              | Sólido R                       | Seguro R                     |
| Alasca               | 3                | R+9  | 51,3% R           | Provável R                    | Sólido R                  | Provável R                     | Provável R                          | Provável R                     | Provável R                 | Inclina-se R                           | Provável R                              | Inclina-se R                   | Inclina-se R               | Provável R                            | Inclina-se R                   | Provável R                   |
| Arizona              | 11               | R+5  | 48,9% R           | Incerto                       | Inclina-se D (virada)     | Inclina-se D (virada)          | Inclina-se D (virada)               | Incerto                        | Inclina-se D (virada)      | Ligeiramente D (virada)                | Incerto                                 | Inclina-se D (virada)          | Incerto                    | Inclina-se D (virada)                 | Incerto                        | Inclina-se D (virada)        |
| Arkansas             | 6                | R+15 | 60,6% R           | Provável R                    | Sólido R                  | Seguro R                       | Seguro R                            | Sólido R                       | Sólido R                   | Sólido R                               | Provável R                              | Sólido R                       | Provável R                 | Sólido R                              | Sólido R                       | Seguro R                     |
| Califórnia           | 55               | D+12 | 61,7% D           | Provável D                    | Sólido D                  | Sólido D                       | Seguro D                            | Sólido D                       | Sólido D                   | Sólido D                               | Sólido D                                | Sólido D                       | Provável D                 | Sólido D                              | Sólido D                       | Seguro D                     |
| Carolina do Norte    | 15               | R+3  | 49,8% R           | Incerto                       | Incerto                   | Incerto                        | Incerto                             | Incerto                        | Incerto                    | Ligeiramente D (virada)                | Incerto                                 | Incerto                        | Incerto                    | Inclina-se D (virada)                 | Incerto                        | Inclina-se D (virada)        |
| Carolina do Sul      | 9                | R+8  | 54,9% R           | Provável R                    | Sólido R                  | Provável R                     | Provável R                          | Provável R                     | Provável R                 | Provável R                             | Inclina-se R                            | Sólido R                       | Sólido R                   | Provável R                            | Provável R                     | Provável R                   |
| Colorado             | 9                | D+1  | 48,2% D           | Provável D                    | Inclina-se D              | Provável D                     | Seguro D                            | Provável D                     | Provável D                 | Sólido D                               | Inclina-se D                            | Sólido D                       | Provável D                 | Sólido D                              | Provável D                     | Provável D                   |
| Connecticut          | 7                | D+6  | 54,6% D           | Provável D                    | Sólido D                  | Sólido D                       | Seguro D                            | Provável D                     | Sólido D                   | Sólido D                               | Provável D                              | Sólido D                       | Provável D                 | Sólido D                              | Sólido D                       | Seguro D                     |
| Dakota do Norte      | 3                | R+16 | 63,0% R           | Provável R                    | Sólido R                  | Seguro R                       | Seguro R                            | Sólido R                       | Sólido R                   | Sólido R                               | Sólido R                                | Sólido R                       | Provável R                 | Sólido R                              | Sólido R                       | Seguro R                     |
| Dakota do Sul        | 3                | R+14 | 61,5% R           | Provável R                    | Sólido R                  | Seguro R                       | Seguro R                            | Sólido R                       | Sólido R                   | Sólido R                               | Sólido R                                | Sólido R                       | Provável R                 | Sólido R                              | Sólido R                       | Seguro R                     |
| Delaware             | 3                | D+6  | 53,1% D           | Provável D                    | Sólido D                  | Sólido D                       | Seguro D                            | Sólido D                       | Sólido D                   | Sólido D                               | Sólido D                                | Sólido D                       | Provável D                 | Sólido D                              | Sólido D                       | Seguro D                     |
| Distrito de Columbia | 3                | D+41 | 90,9% D           | Provável D                    | Sólido D                  | Sólido D                       | Seguro D                            | Sólido D                       | Sólido D                   | Sólido D                               | Sólido D                                | Sólido D                       | Provável D                 | Sólido D                              | Sólido D                       | Seguro D                     |
| Flórida              | 29               | R+2  | 49,0% R           | Incerto                       | Incerto                   | Incerto                        | Inclina-se D (virada)               | Incerto                        | Incerto                    | Ligeiramente D (virada)                | Incerto                                 | Incerto                        | Incerto                    | Inclina-se D (virada)                 | Incerto                        | Inclina-se R                 |
| Geórgia              | 16               | R+5  | 50,8% R           | Incerto                       | Incerto                   | Incerto                        | Incerto                             | Incerto                        | Incerto                    | Ligeiramente D (virada)                | Incerto                                 | Incerto                        | Incerto                    | Incerto                               | Incerto                        | Inclina-se D (virada)        |
| Havaí                | 4                | D+18 | 62,2% D           | Provável D                    | Sólido D                  | Sólido D                       | Seguro D                            | Sólido D                       | Sólido D                   | Sólido D                               | Sólido D                                | Sólido D                       | Provável D                 | Sólido D                              | Sólido D                       | Seguro D                     |
| Idaho                | 4                | R+19 | 59,3% R           | Provável R                    | Sólido R                  | Seguro R                       | Seguro R                            | Sólido R                       | Sólido R                   | Sólido R                               | Sólido R                                | Sólido R                       | Provável R                 | Sólido R                              | Sólido R                       | Seguro R                     |
| Illinois             | 20               | D+7  | 55,8% D           | Provável D                    | Sólido D                  | Sólido D                       | Seguro D                            | Provável D                     | Sólido D                   | Sólido D                               | Provável D                              | Sólido D                       | Provável D                 | Sólido D                              | Sólido D                       | Seguro D                     |
| Indiana              | 11               | R+9  | 56,8% R           | Provável R                    | Sólido R                  | Provável R                     | Seguro R                            | Provável R                     | Provável R                 | Sólido R                               | Inclina-se R                            | Sólido R                       | Provável R                 | Sólido R                              | Provável R                     | Provável R                   |
| Iowa                 | 6                | R+3  | 51,2% R           | Incerto                       | Incerto                   | Incerto                        | Incerto                             | Incerto                        | Incerto                    | Incerto                                | Incerto                                 | Incerto                        | Incerto                    | Inclina-se R                          | Incerto                        | Inclina-se R                 |
| Kansas               | 6                | R+13 | 56,7% R           | Provável R                    | Sólido R                  | Provável R                     | Seguro R                            | Provável R                     | Provável R                 | Inclina-se R                           | Provável R                              | Sólido R                       | Provável R                 | Sólido R                              | Provável R                     | Provável R                   |
| Kentucky             | 8                | R+15 | 62,5% R           | Provável R                    | Sólido R                  | Seguro R                       | Seguro R                            | Sólido R                       | Sólido R                   | Sólido R                               | Sólido R                                | Sólido R                       | Provável R                 | Sólido R                              | Sólido R                       | Seguro R                     |
| Louisiana            | 8                | R+11 | 58,1% R           | Provável R                    | Sólido R                  | Seguro R                       | Seguro R                            | Provável R                     | Sólido R                   | Sólido R                               | Provável R                              | Sólido R                       | Provável R                 | Sólido R                              | Sólido R                       | Seguro R                     |
| Maine                | 2                | D+3  | 47,8% D           | Provável D                    | Sólido D                  | Provável D                     | Seguro D (apenas âmbito estadual)   | Provável D                     | Provável D                 | Sólido D                               | Inclina-se D                            | Sólido D                       | Provável D                 | Provável D                            | Provável D                     | Provável D                   |
| ME-1                 | 1                | D+8  | 54,0% D           | Provável D                    | Sólido D                  | Sólido D                       | Seguro D (apenas âmbito estadual)   | Sólido D                       | Sólido D                   | Sólido D                               | Provável D                              | Sólido D                       | Provável D                 | Sólido D                              | Sólido D                       | Seguro D                     |
| ME-2                 | 1                | R+2  | 51,3% R           | Incerto                       | Incerto                   | Incerto                        | Seguro D (apenas âmbito estadual)   | Incerto                        | Incerto                    | Incerto                                | Incerto                                 | Incerto                        | Incerto                    | Incerto                               | Incerto                        | Inclina-se R                 |
| Maryland             | 10               | D+12 | 60,3% D           | Provável D                    | Sólido D                  | Sólido D                       | Seguro D                            | Sólido D                       | Sólido D                   | Sólido D                               | Sólido D                                | Sólido D                       | Provável D                 | Sólido D                              | Sólido D                       | Seguro D                     |
| Massachusetts        | 11               | D+12 | 60,1% D           | Provável D                    | Sólido D                  | Sólido D                       | Seguro D                            | Sólido D                       | Sólido D                   | Sólido D                               | Sólido D                                | Sólido D                       | Provável D                 | Sólido D                              | Sólido D                       | Seguro D                     |
| Michigan             | 16               | D+1  | 47,5% R           | Inclina-se D (virada)         | Inclina-se D (virada)     | Inclina-se D (virada)          | Provável D (virada)                 | Inclina-se D (virada)          | Inclina-se D (virada)      | Inclina-se D (virada)                  | Incerto                                 | Inclina-se D (virada)          | Inclina-se D (virada)      | Sólido D (virada)                     | Inclina-se D (virada)          | Inclina-se D (virada)        |
| Minnesota            | 10               | D+1  | 46,4% D           | Inclina-se D                  | Inclina-se D              | Inclina-se D                   | Provável D                          | Inclina-se D                   | Inclina-se D               | Provável D                             | Incerto                                 | Inclina-se D                   | Inclina-se D               | Sólido D                              | Inclina-se D                   | Provável D                   |
| Mississippi          | 6                | R+9  | 57,9% R           | Provável R                    | Sólido R                  | Seguro R                       | Provável R                          | Provável R                     | Sólido R                   | Sólido R                               | Provável R                              | Sólido R                       | Provável R                 | Provável R                            | Sólido R                       | Seguro R                     |
| Missouri             | 10               | R+9  | 56,8% R           | Provável R                    | Sólido R                  | Provável R                     | Provável R                          | Provável R                     | Provável R                 | Inclina-se R                           | Inclina-se R                            | Inclina-se R                   | Inclina-se R               | Provável R                            | Provável R                     | Provável R                   |
| Montana              | 3                | R+11 | 56,2% R           | Provável R                    | Sólido R                  | Provável R                     | Provável R                          | Provável R                     | Provável R                 | Inclina-se R                           | Inclina-se R                            | Inclina-se R                   | Provável R                 | Provável R                            | Provável R                     | Provável R                   |
| Nebraska             | 2                | R+14 | 58,8% R           | Provável R                    | Sólido R                  | Seguro R                       | Seguro R (apenas âmbito estadual)   | Sólido R                       | Sólido R                   | Sólido R                               | Sólido R                                | Sólido R                       | Provável R                 | Sólido R                              | Sólido R                       | Seguro R                     |
| NE-1                 | 1                | R+11 | 56,2% R           | Provável R                    | Sólido R                  | Provável R                     | Seguro R (apenas âmbito estadual)   | Sólido R                       | Sólido R                   | Sólido R                               | Sólido R                                | Sólido R                       | Inclina-se R               | Sólido R                              | Sólido R                       | Seguro R                     |
| NE-2                 | 1                | R+4  | 47,2% R           | Inclina-se D (virada)         | Inclina-se D (virada)     | Inclina-se D (virada)          | Seguro R (apenas âmbito estadual)   | Inclina-se D (virada)          | Inclina-se D (virada)      | Ligeiramente D (virada)                | Incerto                                 | Inclina-se D (virada)          | Inclina-se D (virada)      | Provável D (virada)                   | Inclina-se D (virada)          | Inclina-se D (virada)        |
| NE-3                 | 1                | R+27 | 73,9% R           | Provável R                    | Sólido R                  | Seguro R                       | Seguro R (apenas âmbito estadual)   | Sólido R                       | Sólido R                   | Sólido R                               | Sólido R                                | Sólido R                       | Provável R                 | Sólido R                              | Sólido R                       | Seguro R                     |
| Nevada               | 6                | D+1  | 47,9% D           | Inclina-se D                  | Inclina-se D              | Inclina-se D                   | Provável D                          | Inclina-se D                   | Inclina-se D               | Provável D                             | Incerto                                 | Inclina-se D                   | Inclina-se D               | Provável D                            | Inclina-se D                   | Inclina-se D                 |
| Nova Hampshire       | 4                | D+1  | 47,0% D           | Inclina-se D                  | Inclina-se D              | Inclina-se D                   | Provável D                          | Inclina-se D                   | Inclina-se D               | Provável D                             | Inclina-se D                            | Inclina-se D                   | Inclina-se D               | Provável D                            | Inclina-se D                   | Provável D                   |
| Nova Iorque          | 29               | D+11 | 59,0% D           | Provável D                    | Sólido D                  | Sólido D                       | Seguro D                            | Sólido D                       | Sólido D                   | Sólido D                               | Sólido D                                | Sólido D                       | Provável D                 | Sólido D                              | Sólido D                       | Seguro D                     |
| Nova Jérsei          | 14               | D+7  | 55,0% D           | Provável D                    | Sólido D                  | Sólido D                       | Seguro D                            | Provável D                     | Sólido D                   | Sólido D                               | Provável D                              | Sólido D                       | Provável D                 | Sólido D                              | Sólido D                       | Seguro D                     |
| Novo México          | 5                | D+3  | 48,4% D           | Provável D                    | Sólido D                  | Provável D                     | Seguro D                            | Provável D                     | Sólido D                   | Sólido D                               | Inclina-se D                            | Sólido D                       | Provável D                 | Sólido D                              | Provável D                     | Provável D                   |
| Ohio                 | 18               | R+3  | 51,7% R           | Incerto                       | Incerto                   | Incerto                        | Incerto                             | Incerto                        | Incerto                    | Incerto                                | Incerto                                 | Incerto                        | Incerto                    | Incerto                               | Incerto                        | Inclina-se R                 |
| Oklahoma             | 7                | R+20 | 65,3% R           | Provável R                    | Sólido R                  | Seguro R                       | Seguro R                            | Sólido R                       | Sólido R                   | Sólido R                               | Sólido R                                | Sólido R                       | Provável R                 | Sólido R                              | Sólido R                       | Seguro R                     |
| Oregon               | 7                | D+5  | 50,1% D           | Provável D                    | Sólido D                  | Sólido D                       | Seguro D                            | Provável D                     | Sólido D                   | Sólido D                               | Inclina-se D                            | Sólido D                       | Provável D                 | Sólido D                              | Provável D                     | Seguro D                     |
| Pensilvânia          | 20               | EVEN | 48,2% R           | Inclina-se D (virada)         | Inclina-se D (virada)     | Inclina-se D (virada)          | Provável D (virada)                 | Inclina-se D (virada)          | Inclina-se D (virada)      | Inclina-se D (virada)                  | Incerto                                 | Inclina-se D (virada)          | Inclina-se D (virada)      | Provável D (virada)                   | Inclina-se D (virada)          | Inclina-se D (virada)        |
| Rhode Island         | 4                | D+10 | 54,4% D           | Provável D                    | Sólido D                  | Sólido D                       | Seguro D                            | Provável D                     | Sólido D                   | Sólido D                               | Provável D                              | Sólido D                       | Provável D                 | Sólido D                              | Sólido D                       | Seguro D                     |
| Tennessee            | 11               | R+14 | 60,7% R           | Provável R                    | Sólido R                  | Seguro R                       | Seguro R                            | Sólido R                       | Sólido R                   | Sólido R                               | Sólido R                                | Sólido R                       | Provável R                 | Sólido R                              | Sólido R                       | Seguro R                     |
| Texas                | 38               | R+8  | 52,2% R           | Incerto                       | Inclina-se R              | Inclina-se R                   | Inclina-se R                        | Incerto                        | Incerto                    | Incerto                                | Incerto                                 | Incerto                        | Incerto                    | Inclina-se R                          | Inclina-se R                   | Inclina-se R                 |
| Utah                 | 6                | R+20 | 45,5% R           | Provável R                    | Sólido R                  | Provável R                     | Seguro R                            | Provável R                     | Provável R                 | Provável R                             | Provável R                              | Sólido R                       | Provável R                 | Sólido R                              | Provável R                     | Provável R                   |
| Vermont              | 3                | D+15 | 56,7% D           | Provável D                    | Sólido D                  | Sólido D                       | Seguro D                            | Sólido D                       | Sólido D                   | Sólido D                               | Sólido D                                | Sólido D                       | Provável D                 | Sólido D                              | Sólido D                       | Seguro D                     |
| Virgínia             | 13               | D+1  | 49,7% D           | Provável D                    | Sólido D                  | Provável D                     | Provável D                          | Provável D                     | Provável D                 | Sólido D                               | Inclina-se D                            | Sólido D                       | Provável D                 | Sólido D                              | Provável D                     | Provável D                   |
| Virgínia Ocidental   | 5                | R+19 | 68,5% R           | Provável R                    | Sólido R                  | Seguro R                       | Seguro R                            | Sólido R                       | Sólido R                   | Sólido R                               | Sólido R                                | Sólido R                       | Provável R                 | Sólido R                              | Sólido R                       | Seguro R                     |
| Washington           | 12               | D+7  | 52,2% D           | Provável D                    | Sólido D                  | Sólido D                       | Seguro D                            | Sólido D                       | Sólido D                   | Sólido D                               | Provável D                              | Sólido D                       | Provável D                 | Sólido D                              | Sólido D                       | Seguro D                     |
| Wisconsin            | 10               | EVEN | 47,2% R           | Inclina-se D (virada)         | Inclina-se D (virada)     | Inclina-se D (virada)          | Provável D (virada)                 | Inclina-se D (virada)          | Inclina-se D (virada)      | Inclina-se D (virada)                  | Incerto                                 | Inclina-se D (virada)          | Inclina-se D (virada)      | Provável D (virada)                   | Inclina-se D (virada)          | Inclina-se D (virada)        |
| Wyoming              | 3                | R+25 | 67,4% R           | Provável R                    | Sólido R                  | Seguro R                       | Seguro R                            | Sólido R                       | Sólido R                   | Sólido R                               | Sólido R                                | Sólido R                       | Provável R                 | Sólido R                              | Sólido R                       | Seguro R                     |
| Total                | 538              |      | D: 232 R: 306     | D: 279 R: 163 Incerto: 96     | D: 290 R: 163 Incerto: 85 | D: 290 R: 163 Incerto: 85      | D: 319 R: 164 Incerto: 55           | D: 279 R: 125 Incerto: 134     | D: 290 R: 125 Incerto: 123 | D: 350 R: 125 Incerto: 63              | D: 216 R: 125 Incerto: 197              | D: 290 R: 125 Incerto: 123     | D: 279 R: 125 Incerto: 134 | D: 334 R: 163 Incerto: 41             | D: 279 R: 163 Incerto: 96      | D: 321 R: 217 Incerto: 0     |

## Resultados

### Análise estatística
Biden venceu em 25 estados e o Distrito de Columbia, além de um distrito eleitoral em Nebraska, totalizando 306 votos nominais no Colégio Eleitoral. Trump também venceu em 25 estados, bem como em um distrito eleitoral no Maine, chegando a 232. Este resultado era exatamente o oposto do que ocorreu na eleição de 2016, que Trump venceu por 306 a 232. Quase todos os condados anteriormente considerados indicadores confiáveis de eventual sucesso nas eleições presidenciais votaram em Trump em vez de Biden, o que significou que eles não continuaram suas sequências como condados de referência. Isso foi atribuído ao aumento da polarização política em todo o país.
Mais de 158 milhões de eleitores votaram. Destes, cerca de cem milhões votaram de forma antecipada e/ou via correios por conta da pandemia de COVID-19 que assolava a nação. Trump se tornou o primeiro presidente dos Estados Unidos desde 1992 e o décimo-primeiro incumbente na história do país a não ser reeleito para um segundo mandato. Biden foi o candidato que venceu com a maior fatia do voto popular contra um presidente incumbente desde 1932. Este pleito teve ainda o maior comparecimento nas urnas dentre a população norte-americana, em termos de percentual dos cidadãos aptos para votar, desde 1900. Cada um dos dois primeiros candidatos levaram mais de 74 milhões de votos totais, ultrapassando a marca de Obama, que era o recorde anterior com 69,5 milhões de votos em 2008. A chapa Biden–Harris terminou a eleição com mais de 81 milhões de votos, mais do que qualquer outros candidatos na história das eleições dos Estados Unidos.

### Noite da eleição
A noite da eleição terminou sem a confirmação de um vencedor, já que a disputa permanecia apertada em vários estados decisivos, como Wisconsin, Michigan, Pensilvânia, Carolina do Norte, Geórgia, Arizona e Nevada, sendo que existiam milhões de votos a serem contados. A divulgação dos resultados nesses estados foi mais lenta em decorrência de algumas regras locais sobre a contagem dos votos enviados pelo correio. Após a meia-noite, foi projetada a vitória de Trump no estado decisivo da Flórida por três pontos percentuais, um aumento em relação a 2016, quando ganhou ali por 1,2 por cento; o presidente atraiu um apoio significativamente maior entre a comunidade latina do Condado de Miami-Dade.
Pouco depois das 12h30min (EST), Biden proferiu um breve discurso no qual exortou seus eleitores a serem pacientes enquanto os votos eram contados, afirmando que acreditava que estava "no caminho certo para vencer esta eleição". Pouco antes das 2h30min (EST), Trump fez um discurso para uma sala cheia de apoiadores na Casa Branca em que afirmou falsamente que havia vencido a eleição e pediu a suspensão de todas as contagens de votos, dizendo que continuar contando os votos era "uma fraude para o povo americano" e que "iremos para a Suprema Corte".

### Contagem dos votos e protestos

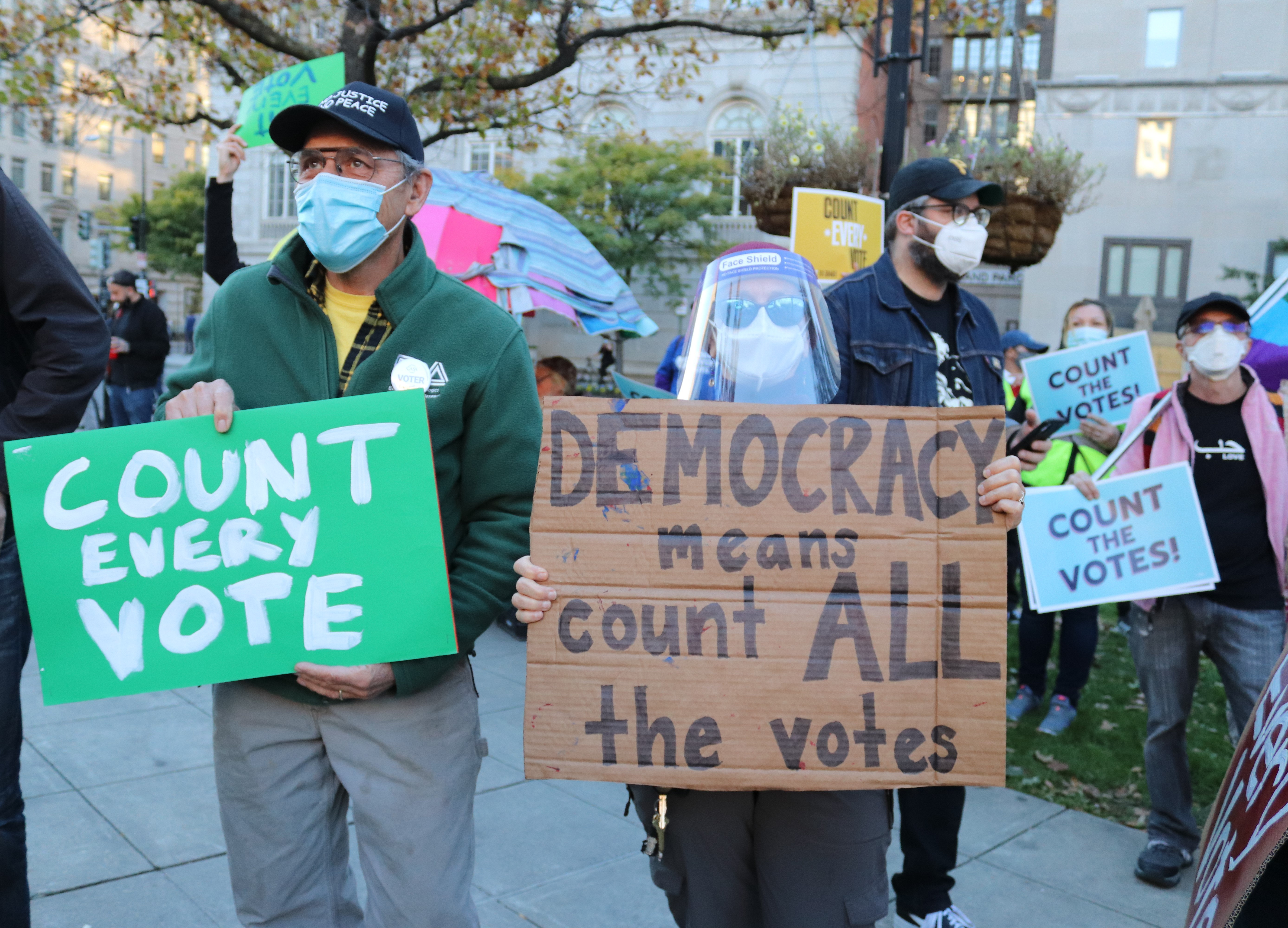
Manifestantes demandam a contagem dos votos

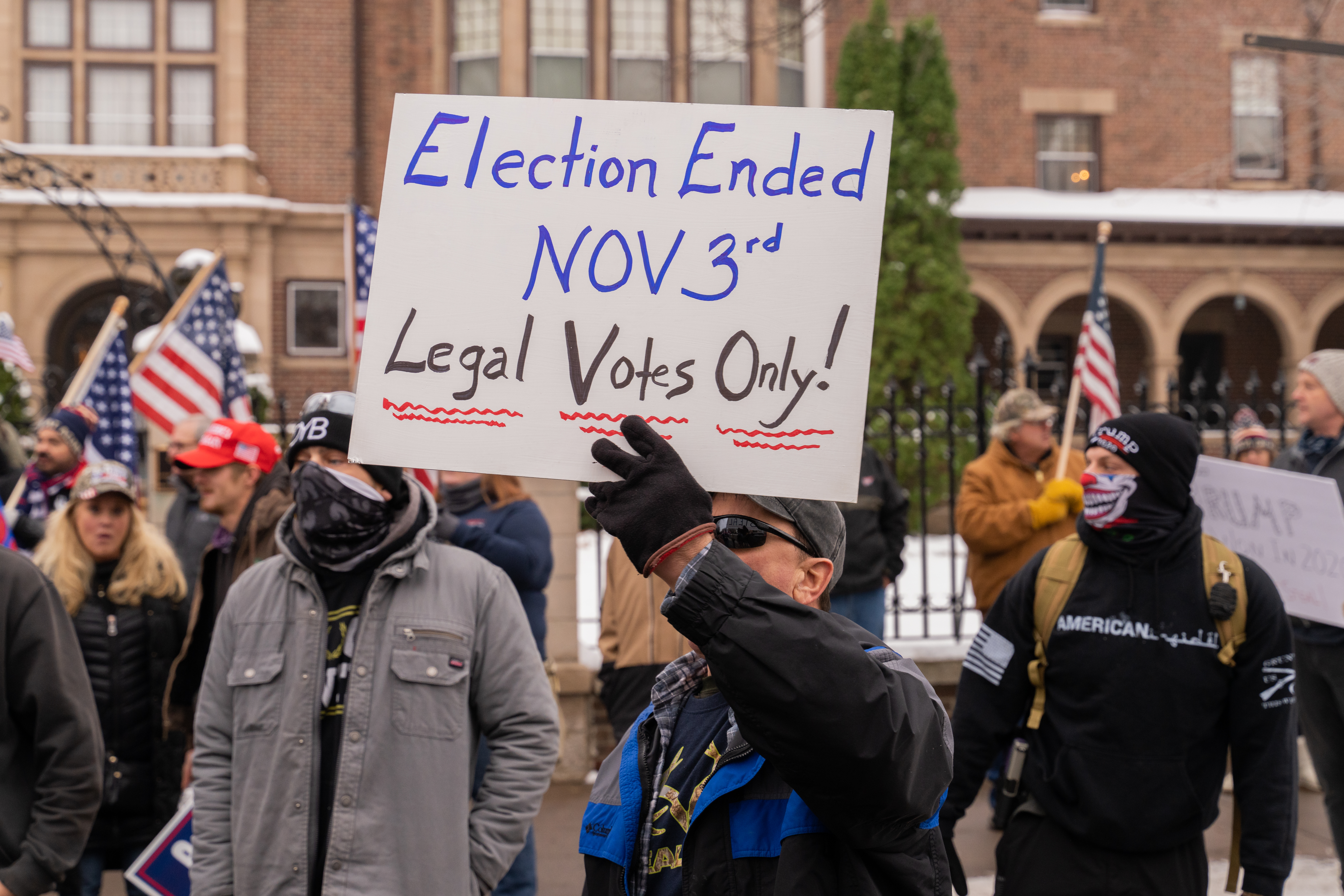
Protesto a favor de Trump organizado pelo grupo Proud Boys

Na Pensilvânia, onde a contagem dos votos pelo correio começou apenas na noite da eleição, Trump declarou falsamente sua vitória no estado em 4 de novembro, quando mantinha uma vantagem de 675 mil votos, apesar de que mais de um milhão de votos antecipados ainda seriam apurados. Trump também declarou sua vitória na Carolina do Norte e na Geórgia, ambos os estados que, assim como a Pensilvânia, ainda contariam milhares de votos. Às 23h20min (EST) da noite da eleição, a Fox News projetou que Biden venceria no Arizona, com a Associated Press fazendo a mesma projeção às 2h50min (EST) de 4 de novembro; vários outros meios de comunicação, entretanto, concluíram que o estado estava acirrado demais para que o vencedor fosse determinado. Na noite de 4 de novembro, a Associated Press informou que Biden havia garantido 264 votos no Colégio Eleitoral ao vencer em Michigan e em Wisconsin, com os estados da Pensilvânia, Carolina do Norte, Geórgia e Nevada permanecendo indecisos.
Alguns apoiadores de Trump expressaram preocupação com a ocorrência fraudes depois de ver Biden assumindo a liderança em alguns estados que favoreciam Trump na noite da eleição. Os especialistas em eleições atribuíram este fato a vários fatores, incluindo uma "miragem vermelha" dos resultados iniciais, que abrangiam principalmente áreas rurais, relativamente pouco povoadas, que favoreciam Trump e eram mais rápidas na contagem, sendo que a divulgação dos resultados nas áreas urbanas mais densamente povoadas, que optaram por Biden, foi mais lenta. Em alguns estados como a Pensilvânia, Michigan e Wisconsin, as legislaturas controladas pelo Partido Republicano proibiram que os votos pelo correio fossem contados antes do dia da eleição. Em contraste, em estados como a Flórida, que permitia a contagem das cédulas pelo correio semanas antes do dia da eleição, Biden liderou inicialmente a apuração e foi posteriormente superado assim que os votos do dia da eleição, que eram em sua maior parte pró-Trump, foram computados.
Enquanto isso, manifestantes em todo o país realizaram protestos, tanto a favor da contagem dos votos como em apoio às alegações de Trump. Protestos contrários às afirmações do presidente sobre os resultados ocorreram em Minneapolis, Portland, Nova Iorque e outras cidades. Ao mesmo tempo, partidários de Trump se reuniram fora dos centros eleitorais em Phoenix, Detroit e Filadélfia para demonstrarem suas objeções às apurações que mostravam Biden liderando ou ganhando terreno. No Arizona, onde a liderança de Biden estava encolhendo à medida que mais votos eram relatados, os manifestantes pró-Trump exigiram que todos os votos restantes fossem contados, enquanto em Michigan e na Pensilvânia, onde a liderança de Trump encolheu e desapareceu totalmente à medida que mais resultados eram relatados, demandaram que a contagem fosse interrompida.
Em 5 de novembro, um juiz federal indeferiu uma ação da campanha de Trump para impedir a contagem na Pensilvânia. A campanha alegou que seus observadores não tiveram acesso à apuração, mas seus advogados admitiram durante a audiência que seus observadores já estavam presentes na sala onde os votos estavam sendo contados. No mesmo dia, um juiz estadual rejeitou outro processo da campanha de Trump que alegava que na Geórgia as cédulas que chegaram tarde foram contadas. O juiz decidiu que não foram apresentadas provas de que as cédulas foram recebidas fora do prazo. Um juiz estadual do Michigan rejeitou uma ação da campanha de Trump que solicitava uma pausa na contagem dos votos para permitir o acesso aos observadores; o juiz observou que a contagem dos votos já havia terminado lá. O magistrado observou ainda que a queixa não afirmava "por que", "quando, onde ou por quem" um observador eleitoral foi supostamente impedido de observar a contagem de votos em Michigan.
Em 6 de novembro, Biden assumiu a liderança na Pensilvânia e na Geórgia, enquanto os estados continuavam a contar os votos, e os votos restantes nesses estados favoreciam fortemente o democrata. Devido à pequena margem entre Biden e Trump no estado, o secretário de Estado da Geórgia, Brad Raffensperger, anunciou em 6 de novembro que uma recontagem seria realizada. Naquele ponto, a Geórgia não tinha visto "nenhuma irregularidade generalizada" na eleição. Em 7 de novembro, vários republicanos proeminentes denunciaram publicamente as alegações de Trump sobre fraude eleitoral, afirmando que as alegações do presidente eram infundadas ou sem evidências, prejudicavam o processo eleitoral, minavam a democracia e eram perigosas para a estabilidade política, enquanto outros apoiavam sua exigência de transparência.

### Vitória de Biden
Em 6 de novembro, o Decision Desk HQ projetou que Biden seria o próximo presidente depois de indicar que o democrata havia derrotado Trump na Pensilvânia. De acordo com o Decision Desk HQ, que ainda não tinha declarado o vencedor no Arizona, os vinte votos da Pensilvânia no Colégio Eleitoral deram a Biden um total de 273 votos. Na manhã de 7 de novembro, aproximadamente às 11h30min (EST), a ABC News, a NBC News, a CBS News, a Associated Press, a CNN e a Fox News projetaram que Biden seria o próximo presidente com base nas projeções de que havia vencido na Pensilvânia, onde sua margem estava fora do limite que exigiria uma recontagem.

Biden e Harris cumprimentam seus apoiadores após o discurso de vitória, em 7 de novembro

Na noite de 7 de novembro, Biden e Harris proferiram discursos em Wilmington, Delaware, em que celebraram a vitória da chapa. A vice-presidente eleita foi a primeira a discursar, declarando:

Eu posso ser a primeira mulher neste cargo, mas não serei a última. Porque toda garotinha nos assistindo hoje vai ver que este é um país de possibilidades.
[...]
Ao povo americano: não importa em quem vocês votaram, vou me esforçar para ser a vice-presidente que Joe foi para o presidente Obama —leal, honesta e preparada, acordando todos os dias pensando em vocês e nas suas famílias. Porque é agora que começa o trabalho de verdade. O trabalho duro. O trabalho necessário. O trabalho bom.

Em seguida, Biden dirigiu-se à nação, afirmando:

As pessoas desta nação se fizeram ouvir e nos deram 74 milhões de votos. Preciso admitir que isso me surpreendeu. A explosão de alegria e de fé renovada no mundo todo. E amanhã será melhor. Estou feliz pela confiança depositada em mim. Eu garanto que vou ser um presidente que não quer dividir, mas unificar. Que não vê estados vermelhos ou azuis, mas que vê os Estados Unidos.
[...]
É hora de baixar a temperatura, de ouvir um ao outro e de fazer progressos para tratar os oponentes não mais como nossos inimigos. Não são nossos inimigos. São americanos. A Bíblia nos diz que para tudo há um tempo, para construir, plantar, colher, curar. E este é o tempo de curar na América. Nossa campanha acabou e os americanos nos chamaram para que marchemos juntos com a força da Justiça, da ciência e as forças da esperança.

Em 14 de dezembro, os eleitores designados a votarem no Colégio Eleitoral conforme os resultados das eleições nos estados formalizaram a vitória de Biden. Não houve nenhum eleitor infiel, de modo que o placar inicial, de 306 votos para Biden e 232 para Trump, permaneceu inalterado.

### Tabela de resultados
| Candidato a presidente Candidato a vice-presidente | Candidato a presidente Candidato a vice-presidente | Partido             | Votos populares | %      | Colégio Eleitoral |
| -------------------------------------------------- | -------------------------------------------------- | ------------------- | --------------- | ------ | ----------------- |
|                                                    | Joe Biden Kamala Harris                            | Democrata           | 81.283.501      | 51,31% | 306               |
|                                                    | Donald Trump Mike Pence                            | Republicano         | 74.223.975      | 46,85% | 232               |
|                                                    | Jo Jorgensen Jeremy "Spike" Cohen                  | Libertário          | 1.865.535       | 1,18%  | 0                 |
|                                                    | Howie Hawkins Angela Walker                        | Verde               | 407.068         | 0,26%  | 0                 |
|                                                    | Outros                                             | Outros              | 649.552         | 0,41%  | 0                 |
| Total                                              | Total                                              | Total               | 158.429.631     | 100%   | 538               |
| Eleitores elegíveis                                | Eleitores elegíveis                                | Eleitores elegíveis | 239.247.182     | 66,20% | –                 |

| Voto popular | Voto popular | Voto popular | Voto popular | Voto popular |
| ------------ | ------------ | ------------ | ------------ | ------------ |
|              |              |              |              |              |
| Biden        | Biden        |              | 51,31%       | 51,31%       |
| Trump        | Trump        |              | 46,86%       | 46,86%       |
| Jorgensen    | Jorgensen    |              | 1,18%        | 1,18%        |
| Hawkins      | Hawkins      |              | 0,26%        | 0,26%        |
| Outros       | Outros       |              | 0,40%        | 0,40%        |

| 306   | 232   |
| Biden | Trump |

| Colégio Eleitoral | Colégio Eleitoral | Colégio Eleitoral | Colégio Eleitoral | Colégio Eleitoral |
| ----------------- | ----------------- | ----------------- | ----------------- | ----------------- |
|                   |                   |                   |                   |                   |
| Biden/Harris      | Biden/Harris      |                   | 56,88%            | 56,88%            |
| Trump/Pence       | Trump/Pence       |                   | 43,12%            | 43,12%            |

### Resultados por estados
| Estados vencidos por Biden/Harris |
| Estados vencidos por Trump/Pence  |

| Estado distrito | Biden/Harris | Biden/Harris | Biden/Harris | Trump/Pence | Trump/Pence | Trump/Pence | Jorgensen/Cohen | Jorgensen/Cohen | Jorgensen/Cohen | Hawkins/Walker | Hawkins/Walker | Hawkins/Walker | Outros  | Outros | Outros | Eleitores         | Total             | Part. | Fontes          |
| Estado distrito | Votos        | %            | EV           | Votos       | %           | EV          | Votos           | %               | EV              | Votos          | %              | EV             | Votos   | %      | EV     | Eleitores         | Total             | Part. | Fontes          |
| --------------- | ------------ | ------------ | ------------ | ----------- | ----------- | ----------- | --------------- | --------------- | --------------- | -------------- | -------------- | -------------- | ------- | ------ | ------ | ----------------- | ----------------- | ----- | --------------- |
| Ala.            | 849.624      | 36,57        | –            | 1.441.170   | 62,03       | 9           | 25.176          | 1,08            | –               |                |                | –              | 7.312   | 0,1    | –      | 3.683.055         | 2.323.282         | 63,08 | [ 327 ]         |
| Alasca          | 153.778      | 42,77        | –            | 189.951     | 52,83       | 3           | 8.897           | 2,47            | –               |                |                | –              | 6.904   | 1,92   | –      | 525.568           | 359.530           | 68,41 | [ 328 ]         |
| Ariz.           | 1.672.143    | 49,36        | 11           | 1.661.686   | 49,06       | –           | 51.465          | 1,52            | –               | 1.557          | 0,05           | –              | 475     | 0,01   | –      | 5.189.000         | 3.387.326         | 65,28 | [ 329 ]         |
| Ark.            | 423.932      | 34,78        | –            | 760.647     | 62,40       | 6           | 13.133          | 1,08            | –               | 2.980          | 0,24           | –              | 18.377  | 1,51   | –      | 2.182.375         | 1.219.069         | 55,86 | [ 330 ]         |
| Calif.          | 11.110.250   | 63,48        | 55           | 6.006.429   | 34,32       | –           | 187.895         | 1,07            | –               | 81.029         | 0,46           | –              | 115.278 | 0,66   | –      | 25.962.648        | 17.500.881        | 67,41 | [ 331 ]         |
| C.N,            | 2.684.292    | 48,59        | –            | 2.758.775   | 49,93       | 15          | 48.678          | 0,88            | –               | 12.195         | 0,22           | –              | 20.864  | 0,38   | –      | 7.759.051         | 5.524.804         | 71,20 | [ 332 ]         |
| C.S.            | 1.091.541    | 43,43        | –            | 1.385.103   | 55,11       | 9           | 27.916          | 1,11            | –               | 6.907          | 0,27           | –              | 1.862   | 0,07   | –      | 3.926.305         | 2.513.329         | 64,01 | [ 333 ]         |
| Colo.           | 1.804.352    | 55,40        | 9            | 1.364.607   | 41,90       | –           | 52.460          | 1,61            | –               | 8.986          | 0,28           | –              | 26.575  | 0,82   | –      | 4.313.054         | 3.256.980         | 75,51 | [ 334 ]         |
| Conn.           | 1.080.680    | 59,24        | 7            | 715.291     | 39,21       | –           | 20.227          | 1,11            | –               | 7.538          | 0,41           | –              | 537     | 0,03   | –      | 2.603.327         | 1.824.273         | 70,07 | [ 335 ]         |
| D.N.            | 114.902      | 31,76        | –            | 235.595     | 65,11       | 3           | 9.393           | 2,60            | –               |                |                | –              | 1.929   | 0,53   | –      | 565.143           | 361.819           | 64,02 | [ 336 ]         |
| D.S.            | 150.471      | 35,61        | –            | 261.043     | 61,77       | 3           | 11.095          | 2,63            | –               | –              | –              | –              | –       | –      | –      | 648.104           | 422.609           | 65,21 | [ 337 ]         |
| Del.            | 296.268      | 58,74        | 3            | 200.603     | 39,77       | –           | 5.000           | 0,99            | –               | 2.139          | 0,42           | –              | 336     | 0,07   | –      | 720.531           | 504.346           | 70,00 | [ 338 ]         |
| D.C.            | 317.323      | 92,15        | 3            | 18.586      | 5,40        | –           | 2.036           | 0,59            | –               | 1.726          | 0.50           | –              | 4.685   | 1,36   | –      | 540.685           | 344.356           | 63,39 | [ 339 ]         |
| Fla.            | 5.297.045    | 47,86        | –            | 5.668.731   | 51,22       | 29          | 70.324          | 0,64            | –               | 14.721         | 0,13           | –              | 16.635  | 0,15   | –      | 15.551.739        | 11.067.456        | 71,16 | [ 340 ]         |
| Ga.             | 2.473.633    | 49,50        | 16           | 2.461.854   | 49,26       | –           | 62.229          | 1,25            | –               |                |                | –              |         |        | –      | 7.383.562         | 4.997.716         | 67,69 | [ 341 ]         |
| Havaí           | 366.130      | 63,73        | 4            | 196.864     | 34,27       | –           | 5.539           | 0,96            | –               | 3.822          | 0,67           | –              | 2.114   | 0,37   | –      | 1.007.920         | 574.469           | 56,99 | [ 342 ]         |
| Idaho           | 287.021      | 33,07        | –            | 554.119     | 63,85       | 4           | 16.304          | 1,88            | –               | 407            | 0,05           | –              | 10.033  | 1,16   | –      | 1.292.701         | 867.884           | 67,14 | [ 343 ] [ 344 ] |
| Ill.            | 3.471.915    | 57,54        | 20           | 2.446.891   | 40,55       | –           | 66.544          | 1,10            | –               | 30.494         | 0,51           | –              | 17.900  | 0,30   | –      | 9.027.082         | 6.033.744         | 66,84 | [ 345 ]         |
| Ind.            | 1.242.416    | 40,96        | –            | 1.729.519   | 57,02       | 11          | 59.232          | 1,95            | –               | 988            | 0,03           | –              | 963     | 0,03   | –      | 5.000.007         | 3.033.118         | 60,66 | [ 346 ]         |
| Iowa            | 759.061      | 44,89        | –            | 897.672     | 53,09       | 6           | 19.637          | 1,16            | –               | 3.075          | 0,18           | –              | 11.426  | 0,68   | –      | 2.321.131         | 1.690.871         | 72,85 | [ 347 ]         |
| Kan.            | 570.323      | 41,56        | –            | 771.406     | 56,21       | 6           | 30.574          | 2,23            | –               |                |                | –              |         |        | –      | 2.087.946         | 1.372.303         | 65,72 | [ 348 ]         |
| Ky.             | 772.474      | 36,15        | –            | 1.326.646   | 62,09       | 8           | 26.234          | 1,23            | –               | 716            | 0,03           | –              | 10.698  | 0,50   | –      | 3.312.250         | 2.136.768         | 64,51 | [ 349 ]         |
| La.             | 856.034      | 39,85        | –            | 1.255.776   | 58,46       | 8           | 21.645          | 1,01            | –               | –              | –              | –              | 14.607  | 0,68   | –      | 3.373.932         | 2.148.062         | 63,67 | [ 350 ]         |
| Maine †         | 435.072      | 53,09        | 2            | 360.737     | 44,02       | –           | 14.152          | 1,73            | –               | 8.230          | 1,00           | –              | 1.270   | 0,15   | –      | 1.085.285         | 819,461           | 75,51 | [ 351 ]         |
| ME-1            | 266.376      | 60,11        | 1            | 164.045     | 37,02       | –           | 7.343           | 1,66            | –               | 4.654          | 1,05           | –              | 694     | 0,16   | –      | –                 | 443.112           | –     | [ 351 ]         |
| ME-2            | 168.696      | 44,82        | –            | 196.692     | 52,26       | 1           | 6.809           | 1,81            | –               | 3.576          | 0,95           | –              | 576     | 0,15   | –      | –                 | 376.349           | –     | [ 351 ]         |
| Md.             | 1.985.023    | 65,36        | 10           | 976.414     | 32,15       | –           | 33.488          | 1,10            | –               | 15.799         | 0,52           | –              | 26.306  | 0,87   | –      | 4.313.416         | 3.037.030         | 70,41 | [ 352 ]         |
| Mass.           | 2.382.202    | 65,60        | 11           | 1.167.202   | 32,14       | –           | 47.013          | 1,29            | –               | 18.658         | 0,51           | –              | 16.327  | 0,45   | –      | 5.072.901         | 3.631.402         | 71,58 | [ 353 ]         |
| Mich.           | 2.804.040    | 50,62        | 16           | 2.649.852   | 47,84       | –           | 60.381          | 1,09            | –               | 13.718         | 0,25           | –              | 11.311  | 0,20   | –      | 7.550.147         | 5.539.302         | 73,37 | [ 354 ]         |
| Minn.           | 1.717.077    | 52,40        | 10           | 1.484.065   | 45,28       | –           | 34.976          | 1,07            | –               | 10.033         | 0,31           | –              | 31.020  | 0,95   | –      | 4.118.462         | 3.277.171         | 79,57 | [ 355 ]         |
| Miss.           | 539.508      | 41,06        | –            | 756.789     | 57,60       | 6           | 8.026           | 0,61            | –               | 1.498          | 0,11           | –              | 8.073   | 0,61   | –      | 2.201.950         | 1.313.894         | 59,67 | [ 356 ]         |
| Mo.             | 1.253.014    | 41,41        | –            | 1.718.736   | 56,80       | 10          | 41.205          | 1,36            | –               | 8.283          | 0,27           | –              | 4.724   | 0,16   | –      | 4.603.060         | 3.025.962         | 65,74 | [ 357 ]         |
| Mont.           | 244.786      | 40,55        | –            | 343.602     | 56,92       | 3           | 15.252          | 2,53            | –               | –              | –              | –              | 34      | 0,01   | –      | 837.298           | 603.674           | 72,10 | [ 358 ]         |
| Neb. †          | 374.583      | 39,17        | –            | 556.846     | 58,22       | 2           | 20.283          | 2,12            | –               |                |                | –              | 4.671   | 0,49   | –      | 1.383.551         | 956.383           | 69,12 | [ 359 ]         |
| NE-1            | 132.261      | 41,09        | –            | 180.290     | 56,01       | 1           | 7.495           | 2,33            | –               |                |                | –              | 1.840   | 0,57   | –      | –                 | 321.886           | –     | [ 359 ]         |
| NE-2            | 176.468      | 51,95        | 1            | 154.377     | 45,45       | –           | 6.909           | 2,03            | –               |                |                | –              | 1.912   | 0,56   | –      | –                 | 339.666           | –     | [ 359 ]         |
| NE-3            | 65.854       | 22,34        | –            | 222.179     | 75,36       | 1           | 5.879           | 1,99            | –               |                |                | –              | 919     | 0,31   | –      | −                 | 294.831           | –     | [ 359 ]         |
| Nev.            | 703.486      | 50,06        | 6            | 669.890     | 47,67       | –           | 14.783          | 1,05            | –               | –              | –              | –              | 17.217  | 1,23   | –      | 2.153.915         | 1.405.376         | 65,25 | [ 360 ]         |
| N.H.            | 424.921      | 52,71        | 4            | 365.654     | 45,36       | –           | 13.235          | 1,64            | –               | 217            | 0,03           | –              | 2.155   | 0,27   | –      | 1.079.434         | 806.182           | 74,68 | [ 361 ]         |
| N.Y.            | 5.230.985    | 60,86        | 29           | 3.244.798   | 37,75       | –           | 60.234          | 0,70            | –               | 32.753         | 0,38           | –              | 26.056  | 0,30   | –      | 13.670.596        | 8.594.826         | 62,87 | [ 362 ]         |
| N.J.            | 2.608.335    | 57,33        | 14           | 1.883.274   | 41,40       | –           | 31.677          | 0,70            | –               | 14.202         | 0,31           | –              | 11.865  | 0,26   | –      | 6.158.999         | 4.549.353         | 73,86 | [ 363 ]         |
| N.M.            | 501.614      | 54,29        | 5            | 401.894     | 43,50       | –           | 12.585          | 1,36            | –               | 4.426          | 0,48           | –              | 3.446   | 0,37   | –      | 1.515.355         | 923.965           | 60,97 | [ 364 ]         |
| Ohio            | 2.679.165    | 45,24        | –            | 3.154.834   | 53,27       | 18          | 67.569          | 1,14            | –               | 18.812         | 0,32           | –              | 1.822   | 0,03   | –      | 8.859.167         | 5.922.202         | 66,85 | [ 365 ]         |
| Okla.           | 503.890      | 32,29        | –            | 1.020.280   | 65,37       | 7           | 24.731          | 1,58            | –               | –              | –              | –              | 11.798  | 0,76   | –      | 2.845.835         | 1.560.699         | 54,84 | [ 366 ]         |
| Ore.            | 1.340.383    | 56,45        | 7            | 958.448     | 40,37       | –           | 41.582          | 1,75            | –               | 11.831         | 0,50           | –              | 22.077  | 0,93   | –      | 3.196.425         | 2.374.321         | 74,28 | [ 367 ]         |
| Pa.             | 3.458.229    | 50,01        | 20           | 3.377.674   | 48,84       | –           | 79.380          | 1,15            | –               |                |                | –              |         |        | –      | 9.781.976         | 6.915.283         | 70,69 | [ 368 ]         |
| R.I.            | 307.486      | 59,39        | 4            | 199.922     | 38,61       | –           | 5.053           | 0,98            | –               |                |                | –              | 5.296   | 1,02   | –      | 799.642           | 517.757           | 64,75 | [ 369 ]         |
| Tenn.           | 1.143.711    | 37,45        | –            | 1.852.475   | 60,66       | 11          | 29.877          | 0,98            | –               | 4.545          | 0,15           | –              | 23.243  | 0,76   | –      | 5.124.867         | 3.053.851         | 59,59 | [ 370 ]         |
| Texas           | 5.259.126    | 46,48        | –            | 5.890.347   | 52,06       | 38          | 126.243         | 1,12            | –               | 33.396         | 0,30           | –              | 5.944   | 0,05   | –      | 18.784.280        | 11.315.056        | 60,24 | [ 371 ]         |
| Utah            | 560.282      | 37,65        | –            | 865.140     | 58,13       | 6           | 38.447          | 2,58            | –               | 5.053          | 0,34           | –              | 19.367  | 1,30   | –      | 2.191.484         | 1.488.289         | 67,91 | [ 372 ]         |
| Vt.             | 242.820      | 66,09        | 3            | 112.704     | 30,67       | –           | 3.608           | 0,98            | –               | 1.310          | 0,36           | –              | 6.986   | 1,90   | –      | 499.884           | 367.428           | 73,50 | [ 373 ]         |
| Va.             | 2.413.568    | 54,11        | 13           | 1.962.430   | 44,00       | –           | 64.761          | 1,45            | –               |                |                | –              | 19.765  | 0,44   | –      | 6.196.071         | 4.460.524         | 71,99 | [ 374 ]         |
| V.Oc.           | 235.984      | 29,69        | –            | 545.382     | 68,62       | 5           | 10.687          | 1,34            | –               | 2.599          | 0,33           | –              | 79      | 0,01   | –      | 1.394.028         | 794.731           | 57,01 | [ 375 ]         |
| Wash.           | 2.369.612    | 57,97        | 12           | 1.584.651   | 38,77       | –           | 80.500          | 1,97            | –               | 18.289         | 0,45           | –              | 34.579  | 0,85   | –      | 5.437.844         | 4.087.631         | 75,17 | [ 376 ]         |
| Wis.            | 1.630.866    | 49,45        | 10           | 1.610.184   | 48,82       | –           | 38.491          | 1,17            | –               | 1.089          | 0,03           | –              | 17.411  | 0,53   | –      | 4.368.350         | 3.298.041         | 75,50 | [ 377 ]         |
| Wyo.            | 73.491       | 26,55        | –            | 193.559     | 69,94       | 3           | 5.768           | 2,08            | –               |                |                | –              | 3.947   | 1,43   | –      | 431.364           | 276.765           | 64,16 | [ 378 ]         |
| Total           | 81.268.867   | 51,31        | 306          | 74.216.747  | 46,86       | 232         | 1.865.620       | 1,18            | –               | 404.021        | 0,26           | –              | 626.299 | 0,40   | –      | 239.247.182       | 158.381.554       | 66,20 | Fontes          |
|                 | Biden/Harris | Biden/Harris | Biden/Harris | Trump/Pence | Trump/Pence | Trump/Pence | Jorgensen/Cohen | Jorgensen/Cohen | Jorgensen/Cohen | Hawkins/Walker | Hawkins/Walker | Hawkins/Walker | Outros  | Outros | Outros | Eleitores / votos | Eleitores / votos | Part. | Fontes          |

### Mapas
- Mapa dos resultados por condados
- Cartograma hexagonal indicando o número de votos do Colégio Eleitoral de cada estado, com o respectivo vencedor

## Dados demográficos dos votantes
Os dados demográficos dos votantes foram coletados pela Edison Research para o National Eleection Pool, um consórcio formado pela ABC News, CBS News, MSNBC, CNN, Fox News e Associated Press. O levantamento é baseado em pesquisa boca de urna realizada com 15.590 eleitores pessoalmente e por telefone.
| Eleição presidencial de 2020 por subgrupo demográfico | Eleição presidencial de 2020 por subgrupo demográfico | Eleição presidencial de 2020 por subgrupo demográfico | Eleição presidencial de 2020 por subgrupo demográfico |
| Subgrupo demográfico                                  | Biden                                                 | Trump                                                 | % do total de votos                                   |
| ----------------------------------------------------- | ----------------------------------------------------- | ----------------------------------------------------- | ----------------------------------------------------- |
| Votos totais                                          | 51                                                    | 47                                                    | 100                                                   |
| Ideologia                                             |                                                       |                                                       |                                                       |
| Liberais                                              | 89                                                    | 10                                                    | 24                                                    |
| Moderados                                             | 64                                                    | 34                                                    | 38                                                    |
| Conservadores                                         | 14                                                    | 85                                                    | 38                                                    |
| Partido                                               |                                                       |                                                       |                                                       |
| Democratas                                            | 94                                                    | 5                                                     | 37                                                    |
| Republicanos                                          | 6                                                     | 94                                                    | 36                                                    |
| Independentes                                         | 54                                                    | 41                                                    | 26                                                    |
| Gênero                                                |                                                       |                                                       |                                                       |
| Homens                                                | 45                                                    | 53                                                    | 48                                                    |
| Mulheres                                              | 57                                                    | 42                                                    | 52                                                    |
| Estado civil                                          |                                                       |                                                       |                                                       |
| Casados                                               | 46                                                    | 53                                                    | 56                                                    |
| Solteiros                                             | 58                                                    | 40                                                    | 44                                                    |
| Gênero e estado civil                                 |                                                       |                                                       |                                                       |
| Homens casados                                        | 44                                                    | 55                                                    | 30                                                    |
| Mulheres casadas                                      | 47                                                    | 51                                                    | 26                                                    |
| Homens solteiros                                      | 52                                                    | 45                                                    | 20                                                    |
| Mulheres solteiras                                    | 63                                                    | 36                                                    | 23                                                    |
| Raça/etnia                                            |                                                       |                                                       |                                                       |
| Brancos                                               | 41                                                    | 58                                                    | 67                                                    |
| Afro-americanos                                       | 87                                                    | 12                                                    | 13                                                    |
| Hispânicos                                            | 65                                                    | 32                                                    | 13                                                    |
| Asiáticos                                             | 61                                                    | 34                                                    | 4                                                     |
| Outros                                                | 55                                                    | 41                                                    | 4                                                     |
| Gênero e raça/etnia                                   |                                                       |                                                       |                                                       |
| Homens brancos                                        | 38                                                    | 61                                                    | 35                                                    |
| Mulheres brancas                                      | 44                                                    | 55                                                    | 32                                                    |
| Homens afro-americanos                                | 79                                                    | 19                                                    | 4                                                     |
| Mulheres afro-americanas                              | 90                                                    | 9                                                     | 8                                                     |
| Homens hispânicos                                     | 59                                                    | 36                                                    | 5                                                     |
| Mulheres hispânicas                                   | 69                                                    | 30                                                    | 8                                                     |
| Outros                                                | 58                                                    | 38                                                    | 8                                                     |
| Religião                                              |                                                       |                                                       |                                                       |
| Protestantes/outros cristãos                          | 39                                                    | 60                                                    | 43                                                    |
| Católicos                                             | 52                                                    | 47                                                    | 25                                                    |
| Judeus                                                | 76                                                    | 22                                                    | 2                                                     |
| Outra religião                                        | 69                                                    | 29                                                    | 8                                                     |
| Irreligiosos                                          | 65                                                    | 31                                                    | 22                                                    |
| Idade                                                 |                                                       |                                                       |                                                       |
| 18–24 anos                                            | 65                                                    | 31                                                    | 9                                                     |
| 25–29 anos                                            | 54                                                    | 43                                                    | 7                                                     |
| 30–39 anos                                            | 51                                                    | 46                                                    | 16                                                    |
| 40–49 anos                                            | 54                                                    | 44                                                    | 16                                                    |
| 50–64 anos                                            | 47                                                    | 52                                                    | 30                                                    |
| 65 anos ou mais                                       | 47                                                    | 52                                                    | 22                                                    |
| Idade e raça                                          |                                                       |                                                       |                                                       |
| Brancos com 18–29 anos                                | 44                                                    | 53                                                    | 8                                                     |
| Brancos com 30–44 anos                                | 41                                                    | 57                                                    | 14                                                    |
| Brancos com 45–59 anos                                | 38                                                    | 61                                                    | 19                                                    |
| Brancos com 60 anos                                   | 42                                                    | 57                                                    | 26                                                    |
| Afro-americanos com 18–29 anos                        | 89                                                    | 10                                                    | 3                                                     |
| Afro-americanos com 30–44 anos                        | 78                                                    | 19                                                    | 4                                                     |
| Afro-americanos com 45–59 anos                        | 89                                                    | 10                                                    | 3                                                     |
| Afro-americanos com 60 anos ou mais                   | 92                                                    | 7                                                     | 3                                                     |
| Hispânicos com 18–29 anos                             | 69                                                    | 28                                                    | 4                                                     |
| Hispânicos com 30–44 anos                             | 62                                                    | 34                                                    | 4                                                     |
| Hispânicos com 45–59 anos                             | 68                                                    | 30                                                    | 3                                                     |
| Hispânicos com 60 anos ou mais                        | 58                                                    | 40                                                    | 2                                                     |
| Outros                                                | 57                                                    | 38                                                    | 8                                                     |
| Orientação sexual                                     |                                                       |                                                       |                                                       |
| LGBTs                                                 | 64                                                    | 27                                                    | 7                                                     |
| Heterossexuais                                        | 51                                                    | 48                                                    | 93                                                    |
| Votantes pela primeira vez                            |                                                       |                                                       |                                                       |
| Sim                                                   | 64                                                    | 32                                                    | 14                                                    |
| Não                                                   | 49                                                    | 49                                                    | 86                                                    |
| Educação                                              |                                                       |                                                       |                                                       |
| Ensino médio ou menos                                 | 46                                                    | 54                                                    | 19                                                    |
| Algum ensino superior                                 | 51                                                    | 47                                                    | 23                                                    |
| Bacharéis                                             | 51                                                    | 47                                                    | 27                                                    |
| Pós-graduados                                         | 62                                                    | 37                                                    | 15                                                    |
| Educação e raça                                       |                                                       |                                                       |                                                       |
| Brancos com graduação                                 | 51                                                    | 48                                                    | 32                                                    |
| Brancos sem graduação                                 | 32                                                    | 67                                                    | 35                                                    |
| Não-brancos com graduação                             | 70                                                    | 27                                                    | 10                                                    |
| Não-brancos sem graduação                             | 72                                                    | 26                                                    | 24                                                    |
| Educação e raça/gênero                                |                                                       |                                                       |                                                       |
| Mulheres brancas com graduação                        | 54                                                    | 45                                                    | 14                                                    |
| Mulheres brancas sem graduação                        | 36                                                    | 63                                                    | 17                                                    |
| Homens brancos com graduação                          | 48                                                    | 51                                                    | 17                                                    |
| Homens brancos sem graduação                          | 28                                                    | 70                                                    | 18                                                    |
| Não-brancos                                           | 71                                                    | 26                                                    | 33                                                    |
| Renda                                                 |                                                       |                                                       |                                                       |
| Até $30.000                                           | 54                                                    | 46                                                    | 15                                                    |
| $30.000–49.999                                        | 56                                                    | 44                                                    | 20                                                    |
| $50.000–99.999                                        | 57                                                    | 42                                                    | 39                                                    |
| $100.000–199.999                                      | 41                                                    | 58                                                    | 20                                                    |
| Mais de $200.000                                      | 44                                                    | 44                                                    | 7                                                     |
| Sindicalizados                                        |                                                       |                                                       |                                                       |
| Sim                                                   | 56                                                    | 40                                                    | 20                                                    |
| Não                                                   | 50                                                    | 49                                                    | 80                                                    |
| Serviço militar                                       |                                                       |                                                       |                                                       |
| Veteranos                                             | 44                                                    | 54                                                    | 15                                                    |
| Não-veteranos                                         | 53                                                    | 45                                                    | 85                                                    |
| Problema considerado mais importante                  |                                                       |                                                       |                                                       |
| Desigualdade racial                                   | 92                                                    | 7                                                     | 20                                                    |
| COVID-19                                              | 81                                                    | 15                                                    | 17                                                    |
| Economia                                              | 17                                                    | 83                                                    | 35                                                    |
| Crime e segurança                                     | 27                                                    | 71                                                    | 11                                                    |
| Saúde                                                 | 62                                                    | 37                                                    | 11                                                    |
| Região                                                |                                                       |                                                       |                                                       |
| Leste                                                 | 58                                                    | 41                                                    | 20                                                    |
| Meio-oeste                                            | 47                                                    | 51                                                    | 23                                                    |
| Sul                                                   | 46                                                    | 53                                                    | 35                                                    |
| Oeste                                                 | 57                                                    | 41                                                    | 22                                                    |
| Área em que reside                                    |                                                       |                                                       |                                                       |
| Urbana                                                | 60                                                    | 38                                                    | 29                                                    |
| Suburbana                                             | 50                                                    | 48                                                    | 51                                                    |
| Rural                                                 | 42                                                    | 57                                                    | 19                                                    |
| Situação financeira da família                        |                                                       |                                                       |                                                       |
| Melhor do que há quatro anos                          | 26                                                    | 72                                                    | 41                                                    |
| Pior do que há quatro anos                            | 77                                                    | 20                                                    | 20                                                    |
| Aproximadamente a mesma                               | 65                                                    | 34                                                    | 39                                                    |

### Padrões de votação
Relatório da Instituição Brookings
A Instituição Brookings divulgou um relatório analisando os resultados eleitorais intitulado de "Pesquisas boca de urna mostram que blocos eleitorais conhecidos e novos selaram a vitória de Biden". Seu autor, William H. Frey, atribuiu a vitória de Obama em 2008 a jovens, pessoas de cor e pessoas com formação universitária. Frey afirmou que Trump venceu em 2016 graças a brancos mais idosos sem diploma universitário. Frey escreveu que as mesmas coalizões se mantiveram em grande parte em 2008 e 2016, embora em estados decisivos Biden aumentou seu índice de apoio entre alguns dos grupos que optaram por Trump em 2016, particularmente entre brancos e pessoas mais idosas. Trump ganhou entre os brancos em 2016 por uma diferença de 20%, mas em 2020 por 17%. O Partido Democrata ganhou entre os afro-americanos por 75%, a menor margem desde 2004. Os democratas conquistaram os votos latinos por 33%, que foi inferior à margem de 2004, e prevaleceram entre os asiático-americanos por 27%, o menor número desde 2008. Biden teve desempenho melhor entre os homens brancos sem educação universitária e as mulheres brancas com ensino superior. Os eleitores com 18 a 29 anos registraram um aumento no apoio ao presidenciável democrata entre 2016 e 2020, com a margem de vitória de Biden entre esse grupo demográfico aumentando de 19% para 24%.
Votantes latinos
A organização Voto Latino reportou que o voto latino/hispânico foi crucial para a vitória de Biden no Arizona. No estado, 40% dos eleitores latinos que votaram em 2020 não votaram em 2016 e 73% deles votaram em Biden (438 mil eleitores). Outros observaram que o fracasso dos democratas em vencer na Flórida e no Texas foi o resultado do tratamento dado pela campanha de Biden aos latinos como um bloco eleitoral monolítico. Embora os democratas tenham conquistado a maioria dos eleitores latinos em ambos os estados, eles não conseguiram prevalecer entre os cubano-americanos no Condado de Miami-Dade, Flórida, e os entre os tejanos de língua inglesa da quarta e quinta geração no sul do Texas, como nas eleições anteriores. Mesmo em Nevada, que Biden ganhou, ele falhou em se sair tão bem entre os hispânicos quanto Bernie Sanders tinha conseguido na eleição primária de fevereiro; por outro lado, sem o voto dos latinos, Biden teria perdido Nevada.
Os padrões de votação também diferiram conforme a origem dos votantes. Pesquisas pré e pós-eleitorais mostraram Biden vencendo entre os latinos com descendência mexicana, porto-riquenha, dominicana e espanhola, enquanto Trump se impunha entre os cubanos. Dados da Flórida mostraram Biden tendo uma pequena vantagem entre os sul-americanos, com 50% a 49% para Trump. No estado, Biden venceu entre os porto-riquenhos com 66% e Trump entre os cubanos, com 58%.
Votantes afro-americanos
Biden conquistou aproximadamente 90% dos votos dos afro-americanos e seu total de votos entre o seguimento ultrapassou o de Barack Obama em 2008. O resultado foi crucial nas grandes cidades da Pensilvânia e de Michigan; o aumento no voto ao presidenciável democrata no Condado de Milwaukee de cerca de 28 mil votos foi superior à margem de vitória de Biden no estado, de vinte mil votos. Quase metade dos ganhos de Biden na Geórgia veio dos quatro maiores condados—Fulton, DeKalb, Gwinnett e Cobb—todos na área metropolitana de Atlanta e compostos em grande parte por afro-americanos. No entanto, Trump também melhorou sua performance entre os afro-americanos: de 6% em 2016 para 8% em 2020. O desempenho de Trump foi o melhor para um presidenciável republicano entre este seguimento de eleitores desde George W. Bush que, como candidato à reeleição em 2004, foi a escolha de 11% dos afro-americanos.
Votantes asiático-americanos e das ilhas do Pacífico
As pesquisas mostraram que 68% dos eleitores asiático-americanos e das Ilhas do Pacífico apoiaram Biden-Harris, enquanto 28% votaram em Trump-Pence. Essa tendência geral, contudo, difere entre grupos étnicos específicos: coreano-americanos, nipo-americanos, indiano-americanos e chineses-americanos favoreceram Biden por margens mais altas em relação aos vietnamitas-americanos e filipino-americanos. Muitos eleitores se decepcionaram com a linguagem racista de Trump ("vírus chinês" e "kung flu"), mas outros apreciaram sua forte postura anti-China. Entre os votantes com descendência indiana, muitos se identificaram com Kamala Harris, mas outros aprovaram a retórica anti-muçulmana de Trump e o apoio a Narendra Modi, primeiro-ministro da Índia.
Votantes nativo-americanos
Pesquisas pré-eleitorais do Indian Country Today revelaram que eleitores nativos apoiavam Biden de forma esmagadora. Em particular, a Nação Navajo, que abrangia um grande quadrante do leste do Arizona e oeste do Novo México, conferiu entre 60% a 90% de seus votos para Biden. Biden também registrou grande aval entre os povos Havasupai, Hopi e Tohono O'odham, ajudando-lhe a ganhar o Novo México por uma margem considerável e a virar no Arizona.
Em Montana, enquanto a maioria dos eleitores optaram por Trump, os condados localizados nas reservas indígenas de Blackfeet, Fort Belknap, Crow e Northern Cheyenne ficaram azul. O mesmo padrão ocorreu na Dacota do Sul: condados sobrepostos às terras das tribos Standing Rock Sioux, Cheyenne River Sioux, Oglala Sioux, Rosebud Sioux e Crow Creek favoreceram Biden. No Condado de Oglala Lakota, que se sobrepunha à reserva indígena Pine Ridge, Biden recebeu 88% dos votos.
O desempenho mais forte de Trump foi registrado na tribo Lumbee da Carolina do Norte, onde ganhou uma grande maioria no Condado de Robeson e virou no Condado de Scotland. Durante a campanha, o presidente visitou a cidade de Lumberton, em Robeson, e prometeu que o governo federal reconheceria a tribo Lumbee.

## Precisão das pesquisas da opinião
Embora as pesquisas geralmente previram que Biden seria eleito presidente, os levantamentos a nível nacional foram moderadamente imprecisos em cerca de 3-4%, e algumas pesquisas estaduais foram ainda mais distantes do resultado real. A imprecisão também ocorreu em várias disputas para o Senado, onde os democratas tiveram um desempenho inferior em cerca de 5% em relação às pesquisas, assim como nas eleições para a Câmara dos Representantes, onde os republicanos ganharam cadeiras em vez de perder como previam os levantamentos. A maioria dos pesquisadores subestimou o apoio a Trump em vários estados decisivos, incluindo Flórida, Iowa, Ohio, Pensilvânia, Michigan, Texas e Wisconsin. A discrepância entre as previsões e o resultado real persistiu desde a eleição de 2016, apesar das tentativas dos pesquisadores de resolver os problemas que foram observados nas pesquisas em 2016, que subestimaram o voto republicano em vários estados.
De acordo com o The New York Times, as falhas nas pesquisas foram atribuídas, entre outras questões, a um menor número de entrevistados e problemas relacionados à pandemia. O jornalista Ben Walker, do New Statesman, apontou os hispânicos como um grupo historicamente difícil de realizar pesquisas com precisão, o que levou os pesquisadores a subestimar o nível de apoio a Trump dentro deste grupo demográfico. O analista eleitoral Nate Silver, do FiveThirtyEight, afirmou que o erro das pesquisas foi completamente normal para os padrões históricos e contestou a narrativa de que elas estavam erradas.

## Controvérsias

### Falsas acusações de fraude

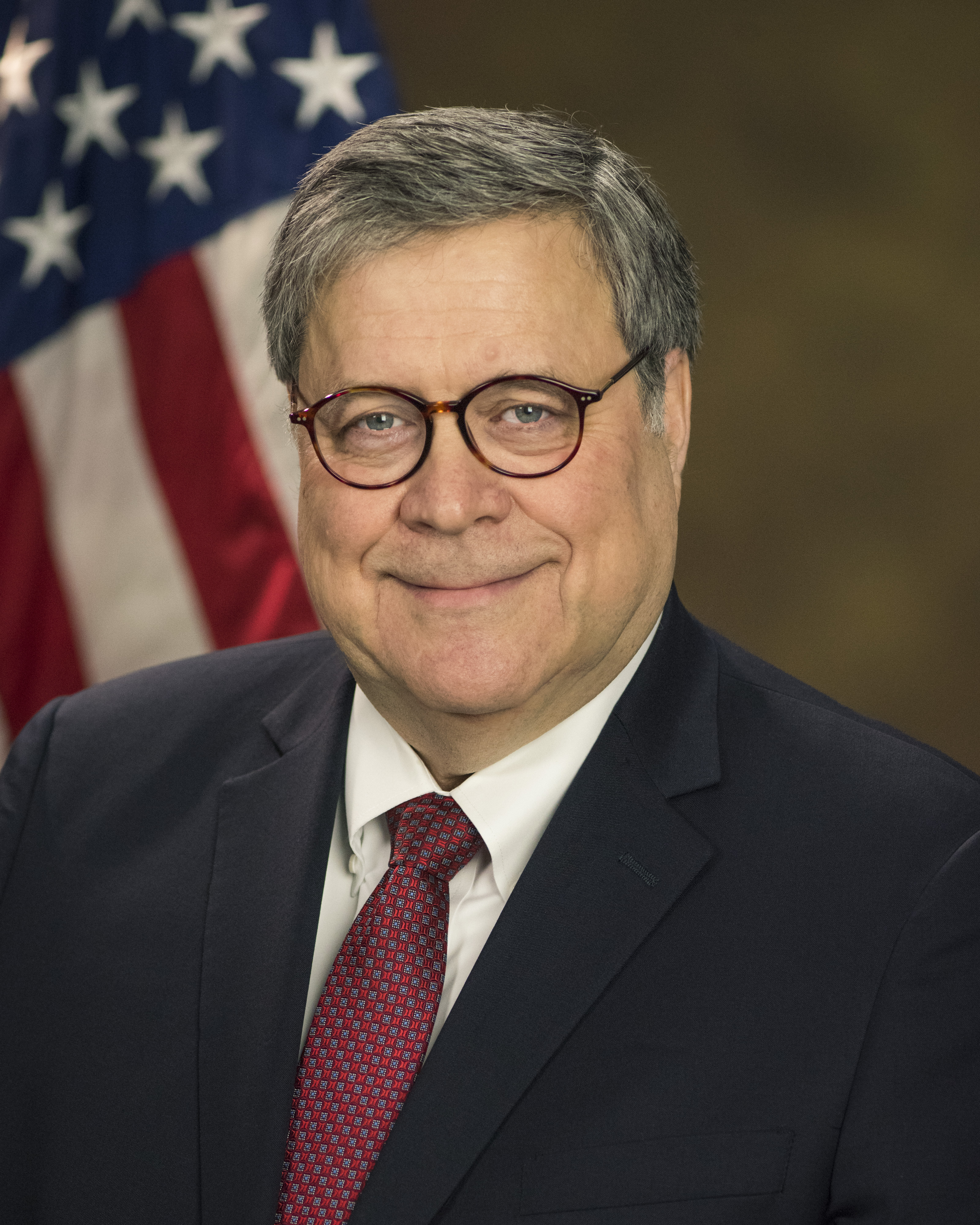
Após concluir que não existiam provas de que ocorreram fraudes que pudessem alterar o resultado da eleição, o procurador-geral William Barr foi criticado por Trump e renunciou ao cargo

Trump e vários de seus apoiadores fizeram uma série de afirmações falsas em que alegaram que a eleição foi fraudulenta. Tais alegações foram desmentidas repetidamente. Em 9 e 10 de novembro, o The New York Times ligou para os escritórios das principais autoridades eleitorais em todos os estados; todas as 45 autoridades estaduais que responderam afirmaram não haver evidências de fraude. Alguns descreveram a eleição como um sucesso notável, considerando a pandemia de coronavírus, o comparecimento recorde e o número sem precedentes de cédulas enviadas pelo correio. Em 12 de novembro, a Agência de Segurança Cibernética e de Infraestrutura emitiu uma declaração em que classificou a eleição de 2020 como "a mais segura da história americana". O procurador-geral William Barr autorizou uma investigação sobre as alegações de fraude e, em 1º de dezembro, declarou não ter encontrado fraudes que pudessem alterar o resultado da eleição. Após a declaração, Barr foi criticado pelo presidente e acabou renunciando.
Como os votos ainda estavam sendo contados dois dias após o último dia de votação, Trump afirmou sem evidências que havia "uma tremenda corrupção e fraude acontecendo", acrescentando: "Se você contar os votos legais, eu ganho facilmente. Se você contar os votos ilegais, eles podem tentar roubar a eleição de nós". Trump afirmou repetidamente que as cédulas enviadas pelo correio sendo fortemente pró-Biden eram suspeitas. No entanto, como Trump atacou repetidamente o voto pelo correio e os democratas o incentivaram, havia uma tendência de que o grupo de eleitores que optou por este método de votação favorecesse Biden. Na Pensilvânia, uma pesquisa boca de urna revelou que 77% dos votos pelo correio foram para Biden.
Muitas alegações de suposta fraude eleitoral foram consideradas falsas ou enganosas. Um vídeo viral de uma autoridade eleitoral preenchendo uma cédula de votação na Pensilvânia se tratava, na verdade, de uma cédula danificada sendo replicada para garantir sua contagem adequada, enquanto um vídeo em Detroit que denunciava um homem levando votos de forma ilegal para um centro de contagem se tratava de um fotógrafo transportando seu equipamento. Na Filadélfia, um vídeo mostrando um observador eleitoral sendo rejeitado foi considerado verídico, mas o observador foi autorizado a entrar na sala de apuração depois que um mal-entendido foi resolvido. Um tweet que se tornou viral afirmou que 14 mil votos no Condado de Wayne, Michigan—que abrange Detroit—foram dados por pessoas mortas, mas a lista com os nomes informados foi considerada incorreta. Em Erie, um funcionário dos correios alegou que seu chefe instruiu os funcionários a alterar as datas das cédulas enviadas após o dia da eleição. O funcionário foi considerado um "herói" pelos apoiadores de Trump, que arrecadaram US$ 136 mil a seu favor. Poucos dias depois, entretanto, o funcionário admitiu ter inventado a história.
Dias depois de Biden ter sido declarado o vencedor, a secretária de imprensa da Casa Branca, Kayleigh McEnany, afirmou, sem evidências, que o Partido Democrata estava dando boas-vindas à fraude e ao voto ilegal. O ex-speaker republicano Newt Gingrich afirmou acreditar que a eleição havia sido "corrupta" e "roubada". Trump e seus advogados Rudy Giuliani e Sidney Powell repetidamente fizeram a falsa alegação de que a empresa Dominion Voting Systems, com sede em Toronto, Canadá, que havia fornecido urnas eletrônicas para 27 estados, era uma organização "comunista" controlada pelo bilionário George Soros, pelo ex-presidente venezuelano Hugo Chávez (que morreu em 2013) ou pelo Partido Comunista Chinês, e que as máquinas "roubaram" centenas de milhares de votos de Trump. As falsas afirmações sobre a empresa circularam nas redes sociais, amplificadas por mais de uma dúzia de tweets ou retuítes de Trump. A campanha de desinformação gerou ameaças e assédio contra os funcionários da Dominion. Em dezembro, uma pesquisa mostrou que 77% dos republicanos e 35% dos independentes acreditavam que uma fraude generalizada ocorreu durante a eleição.

### Recusa de Trump em aceitar a derrota
Em 4 de novembro, com a contagem de votos ainda em andamento em muitos estados, Trump afirmou falsamente que havia vencido. Nas semanas seguintes, quando os veículos de comunicação já tinham projetado a vitória de Biden, Trump se recusou a reconhecer sua derrota, o que foi considerado pelo presidente eleito como "uma vergonha". Ao mesmo tempo, a Administração de Serviços Gerais (GSA), liderada por Emily W. Murphy, designada para o cargo por Trump, bloqueou os preparativos para uma transferência de poder e a Casa Branca ordenou que as agências governamentais não cooperassem com a equipe de transição Biden de forma alguma.
Pessoas próximas a Trump, como a esposa Melania Trump e o genro Jared Kushner, pediram para que ele aceitasse sua derrota. Embora o presidente reconheceu em privado o resultado da eleição presidencial, encorajou sua equipe jurídica a continuar ingressando com ações legais para questionar os resultados. Trump reconheceu a vitória de Biden em um tweet em 15 de novembro, embora se recusasse a conceder e considerasse sua derrota fruto de uma fraude, afirmando: "Ele venceu porque a eleição foi fraudada" [...] "Não admito NADA! Temos um longo caminho a percorrer". Em 23 de novembro, Murphy reconheceu Biden como o "vencedor aparente" e Trump declarou ter instruído a agência "fazer o que fosse necessário".
A campanha de Trump arrecadou mais de 207 milhões de dólares no mês seguinte ao dia da eleição, em grande parte por suas apelações aos apoiadores do presidente. A campanha solicitou o envio de dinheiro para que pudesse iniciar ações judiciais para combater as alegações infundadas de fraude eleitoral. Trump estabeleceu um "Fundo Oficial de Defesa Eleitoral", mas os recursos foram direcionados para outras finalidades, incluindo o financiamento de atividades para sua pós-presidência.

### Ações judiciais
Durante o mês seguinte ao dia da eleição, Trump e seus aliados iniciaram sessenta ações judiciais em diferentes estados e instâncias, mas seus argumentos foram rejeitados em 59 deles. Os advogados que ingressaram com ações que acusavam a existência de fraude eleitoral ou irregularidades não foram capazes de produzir provas reais para apoiar as alegações. Em um caso, um advogado de Trump tentou interromper a contagem das cédulas em Detroit com base em uma alegação de que um observador republicano havia sido informado por uma pessoa não identificada de que as cédulas estavam tendo suas datas alteradas; a juíza Cynthia Stephens, da Corte de Apelações do Michigan, rejeitou o argumento como um "boato inadmissível dentro de um boato".
O juiz federal Stephanos Bibas, da Corte de Apelações para o Terceiro Distrito, nomeado para o cargo por Trump, indeferiu uma ação apresentada pela campanha do presidente. Em sua decisão, Bibas escreveu: "Eleições livres e justas são a força vital da nossa democracia. As acusações de injustiça são graves. Mas chamar uma eleição de injusta não significa que seja assim. Acusações exigem alegações específicas e então provas. Não temos nada disso aqui".
Em 9 de dezembro, o procurador-geral do Texas, Ken Paxton, ingressou com uma ação na Suprema Corte em que demandou a anulação dos resultados do Michigan, da Pensilvânia, de Wisconsin e da Geórgia. Na prática, se admitida, a ação garantiria a reeleição de Trump. Procuradores-gerais de outros dezessete estados endossaram a ação, enquanto procuradores-gerais de vinte estados se opuseram. Mais de dois terços dos representantes republicanos, ou 126 deles, também apoiaram o pedido de Paxton. O presidente Trump exaltou a ação e apresentou seus argumentos favoráveis; no Twitter, pediu que os juízes associados tivessem "coragem e sabedoria" para "salvar" o país de Biden. A Suprema Corte rejeitou a ação por unanimidade, julgando que o caso não tinha base legal.

### Tentativas de atrasar as certificações dos resultados
Em meados de novembro, Trump decidiu concentrar seus esforços em atrasar as certificações dos resultados pelos estados. No Condado de Wayne, os dois membros republicanos do conselho responsável pela certificação dos resultados foram inicialmente contra. No Twitter, Trump os parabenizou: "Uau! Michigan se recusou a certificar os resultados da eleição! Ter coragem é uma coisa linda. Os EUA estão orgulhosos!" Logo depois, os dois conselheiros decidiram votar pela certificação dos resultados.

### Tentativas de alterar os membros do Colégio Eleitoral
Antes e depois da eleição, Trump e outros republicanos consideraram pedir às legislaturas estaduais comandadas pelo Partido Republicano a seleção dos membros do Colégio Eleitoral como forma de garantir a reeleição do presidente no caso de uma vitória de Biden naqueles estados. Na Pensilvânia, o advogado pessoal do presidente Rudy Giuliani pediu a um juiz federal que considerasse ordenar que a legislatura estadual selecionasse os eleitores. No entanto, a manobra foi considerada por especialistas como dificilmente bem-sucedida, já que autoridades democratas em vários estados poderiam bloqueá-la e era improvável que o Congresso validasse os resultados de eleitores do Colégio Eleitoral escolhidos pelas legislaturas estaduais ao invés dos votantes.
No Arizona, em Michigan e na Pensilvânia, as legislaturas realizaram audiências para discutir as acusações de fraudes. Trump pressionou autoridades republicanas eleitas em uma tentativa sem precedentes de alterar o resultado da eleição. No início de dezembro, o presidente pediu ao governador Brian Kemp a convocação da legislatura para anular o resultado da eleição; Kemp se negou a fazê-lo. Neste esforço, Trump contatou pessoalmente presidentes de legislativos republicanos, mas a tentativa também acabou fracassando. O presidente da Câmara dos Representantes do Michigan, Lee Chatfield, encontrou-se com o presidente e se negou a interferir no processo de certificação dos resultados em seu estado. Diversos comentaristas descreveram as ações de Trump como uma tentativa de golpe de Estado ou autogolpe.

### Recontagens
Em 11 de novembro, o secretário de estado da Geórgia, Brad Raffensperger, ordenou uma recontagem manual em todo o estado, além do processo normal de auditoria. Naquele momento, Biden tinha a vantagem de 14 112 votos, ou 0,3%. A auditoria foi concluída em 19 de novembro e confirmou a liderança de Biden por 12 670 votos. A diferença deveu-se a uma série de erros humanos e não foi atribuída a nenhuma fraude na contagem original. Depois de certificar os resultados, o governador Brian Kemp convocou outra auditoria manual, com critérios adicionais. A recontagem reafirmou a vitória de Biden no estado pela terceira vez.
Em 18 de novembro, a campanha de Trump transferiu três milhões de dólares para pagar por recontagens parciais nos condados de Dane e Milwaukee, em Wisconsin, ambos redutos democratas. A recontagem foi concluída em 29 de novembro e resultou em um aumento da vantagem de Biden em 87 votos.

### Certificação
O 117º Congresso dos Estados Unidos se reuniu pela primeira vez em 3 de janeiro de 2021 e foi confirmado que a sessão conjunta do Congresso para ratificar a eleição presidencial seria em 6 de janeiro. A formação do Congresso naquele momento era de 222 Democratas e 211 Republicanos na Câmara dos Representantes e 51 Republicanos e 48 Democratas e independentes no Senado.
Vários republicanos na Câmara dos Representantes, liderados pelo congressista Mo Brooks, afirmaram que eles iriam lançar uma objeção a certificação da vitória de Biden. O senador Josh Hawley anunciou que ele também iria objetar, cumprindo o requerimento de que para uma objeção ser válida, ela precisa de um representante de cada uma das casas do Congresso. Pelo procedimento, o Vice-presidente, na sua condição de presidente do Senado, mandaria a objeção para o plenário para debate e votação de maioria simples, porém juristas e o próprio Mike Pence confirmaram que o vice não tinha poderes para descartar votos do Colégio Eleitoral, com a sessão sendo uma mera formalidade, com os votos no colégio eleitoral sendo apenas contados e tabulados. Em 2 de janeiro, cerca de onze senadores republicanos, entre eles estavam Ted Cruz (Texas), Ron Johnson (Wisconsin), James Lankford (Oklahoma), Steve Daines (Montana), John Neely Kennedy (Louisiana), Marsha Blackburn (Tennessee) e Mike Braun (Indiana), além dos senadores eleitos Cynthia Lummis (Wyoming), Roger Marshall (Kansas), Bill Hagerty (Tennessee) e Tommy Tuberville (Alabama), disseram em uma declaração conjunta que eles queriam convocar uma auditoria de 10 dias antes de votar para a certificação e que votariam contra a certificação do resultado se não houvesse auditoria. A senadora Kelly Loeffler se tornou a terceira membra do Senado a anunciar que também iria lançar uma objeção a ratificação. Um comunicado do gabinete do vice-presidente disse que Pence saudava o plano dos republicanos de "levantar objeções e apresentar evidências" desafiando os resultados eleitorais. A senadora Amy Klobuchar, a principal Democrata no comitê jurídico que supervisionava eleições federais, considerou o esforço um "golpe publicitário" que acabaria por fracassar e equivalia a uma tentativa de "subverter a vontade dos eleitores".
Trump repetidamente pediu para os seus apoiadores para que comparecessem num grande protesto planejado para 6 de janeiro de 2021, em Washington, D.C., contra a certificação dos votos do Colégio Eleitoral, tweetando coisas como "Grande protesto em D.C. em 6 de janeiro. Esteja lá, será selvagem!" O Serviço Nacional de Parques autorizou três passeatas na capital americana, antecipando milhares de pessoas presentes. O grupo extremista Proud Boys e seu líder disseram que eles estariam presentes em números recordes mas não usariam suas roupas de identificação habituais, em vez disso se espalhariam pela cidade incógnitos em pequenas equipes.
Trump, que vinha promovendo teorias da conspiração falsas a respeito de fraude eleitoral, foi acusado de encorajar atos de violência por parte dos seus apoiadores. A polícia de Washington D.C. estava preocupada pois atos anteriores na capital tinham terminado em violência. Militares desarmados da Guarda Nacional dos Estados Unidos foram colocados na capital para ajudar no controle da situação e auxiliar as forças policiais locais; porém, segundo informações que circularam na imprensa, o presidente Trump expressamente proibiu que mais tropas da Guarda Nacional fossem enviadas em grandes números para a capital. Em 6 de janeiro, o processo de certificação começou. Trump e seus filhos, junto com outros políticos, discursaram para a multidão e novamente acusaram a eleição de ser roubada e ilegítima, mas não apresentaram provas disso. No começo da tarde, ainda no início da sessão no Congresso, apoiadores do presidente Trump invadiram o Capitólio, interrompendo a contagem dos votos e forçando a evacuação da imprensa e dos legisladores. Estas ações foram descritas como uma tentativa de golpe de estado por parte da imprensa e por analistas. Prédios do legislativo foram fechados, reforços policiais foram convocados e algumas horas depois a ordem foi restaurada, mas partes do Capitólio foram depredadas.
Pouco antes da madrugada de 7 de janeiro, a sessão conjunta do Congresso recomeçou. Vários republicanos que previamente queriam desafiar e objetar a certificação acabaram mudando de ideia devido a violência perpetrada antes. Então, às 3h33 da manhã, horário da capital, a 7 de janeiro, os votos do Colégio Eleitoral de Vermont foram certificados, colocando a chapa Biden/Harris acima dos 270 votos eleitorais necessários para garantir a vitória eleitoral. A sessão conjunta no congresso foi oficialmente encerrada por Mike Pence às 3h44min da manhã.